# Parque nacional Banff
El Parque nacional Banff es el parque nacional más antiguo de Canadá, establecido en las Montañas Rocosas en 1885. Localizado a 180 km (80 millas) al oeste de Calgary, en la provincia de Alberta, abarca 6641 kilómetros cuadrados (2564 millas cuadradas) de terreno montañoso, con numerosos glaciares y campos de hielo, bosques densos de coníferas y paisajes alpestres. La Icefields Parkway (la "carretera de los campos de hielo") se extiende a lo largo del lago Louise, conectando con el parque nacional Jasper en el norte. Los bosques provinciales y el parque nacional Yoho son vecinos al oeste, mientras que el parque nacional Kootenay está situado al sur y el campo de Kananaskis al sureste. El centro comercial principal del parque está en la ciudad de Banff, en el valle del río Bow. Forma parte del conjunto natural denominado Parques de las Montañas Rocosas Canadienses, que fue declarado Patrimonio de la Humanidad por la Unesco en 1984.
Los Ferrocarriles del Pacífico de Canadá fueron usados en Banff hace algunos años, construyendo el Hotel y el Château Lake Louise, y atrayendo turistas a través de publicidad extensiva. A principios del siglo XX, los rieles fueron construidos en Banff, ocasionalmente por los internados de la guerra, y a través de la era de depresión de los proyectos públicos. Desde 1930, las comodidades del parque han estado abiertas todo el año, con un incremento en las visitas turísticas de más de cinco millones en 1990. Otros millones más pasan a través del parque por la carretera transcanadiense. Como Banff es uno de parques nacionales más visitados en el mundo, la salud de su ecosistema se ha visto amenazada. A mediados de 1990, Parques de Canadá respondieron iniciando un estudio de dos años, que dio lugar a recomendaciones de la gerencia, y nuevas políticas que apuntan a preservar la integridad ecológica.este parque es una gran opción para visitar en familia

## Historia
A través de su historia, el parque nacional Banff ha sido formado por la tensión entre intereses de conservación de desarrollo. El parque fue establecido en 1885 en respuesta a las demandas conflictivas de quien había descubierto aguas termales allí y que tenía el derecho a desarrollarlas con intereses comerciales. En lugar de ello, el primer ministro John A. Macdonald puso las aguas termales a un lado como una pequeña reserva ecológica, que fue ampliada más adelante para incluir el Lago Louise y otras áreas que se extendían al norte del campo de hielo de Columbia.

### Historia temprana
Evidencia arqueológica encontrada en Vermilion Lakes radiocarbon datan de la primera actividad humana en Banff hacia el año 10300 a. C. Antes del contacto con Europeos los aborígenes, incluyendo los Stoney, Kootenay, Tsuu T'ina, Kainai, Peigans y Siksika fueron comunes en la región donde cazaban bisontes y otros animales.
Con la admisión de la Columbia Británica en Canadá el 20 de julio de 1871, Canadá aceptó la construcción de un ferrocarril transcontinental, la cual comenzó en 1875, con Kicking Horse Pass, sobre Yellowhead Pass, como la ruta a través de las Rocosas Canadienses. Diez años después se llegó al destino final: Craigellachie, Columbia Británica.

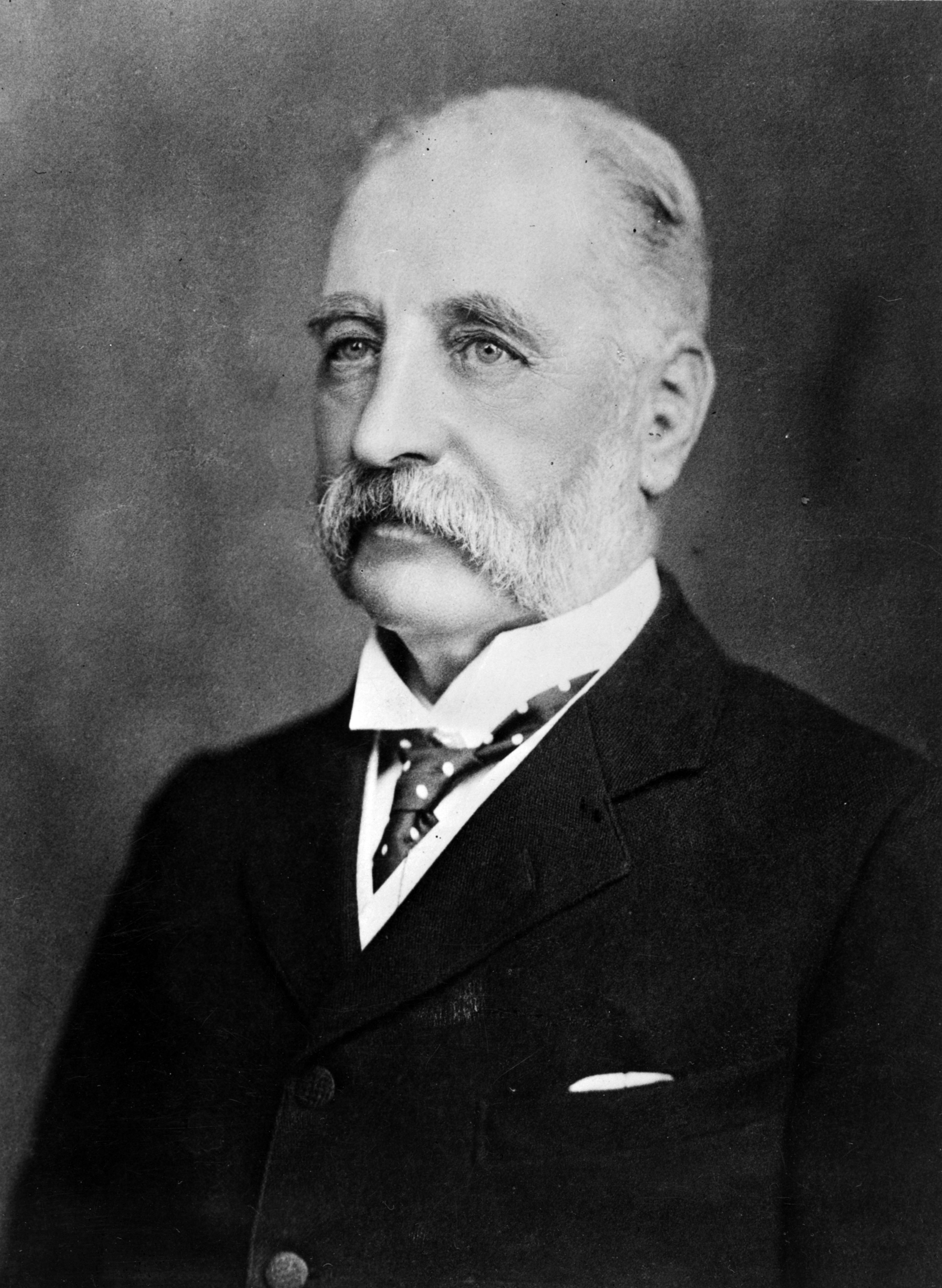
Dr. James Hector

aguas termales en Cave and Basin como un parque público en 1885. Bajo el Acta del Parque de las Montañas Rocosas decretada el 23 de junio de 1887, el parque fue extendido a 674 kilómetros y nombrado Parque de las Montañas Rocosas. Este fue el primer parque nacional de Canadá, y el segundo establecido en América del Norte, después del parque nacional Yellowstone. El ferrocarril del Pacífico de Canadá construyó el Banff Springs Hotel y el Chateau Lake Louise para atraer turistas e incrementar el número de pasajeros del ferrocarril.
Los indios assiniboine fueron eliminados del parque nacional Banff durante 1890-1920. El parque fue diseñado para atraer a deportistas y turistas. Los funcionarios culparon el agotamiento de la vida silvestre en el parque por la caza que los indios hacían para poder subsistir. La política de exclusión se unió con los objetivos de la caza deportiva, el turismo y la conservación del juego, así como de los que trataban de "civilizar" a los indios.

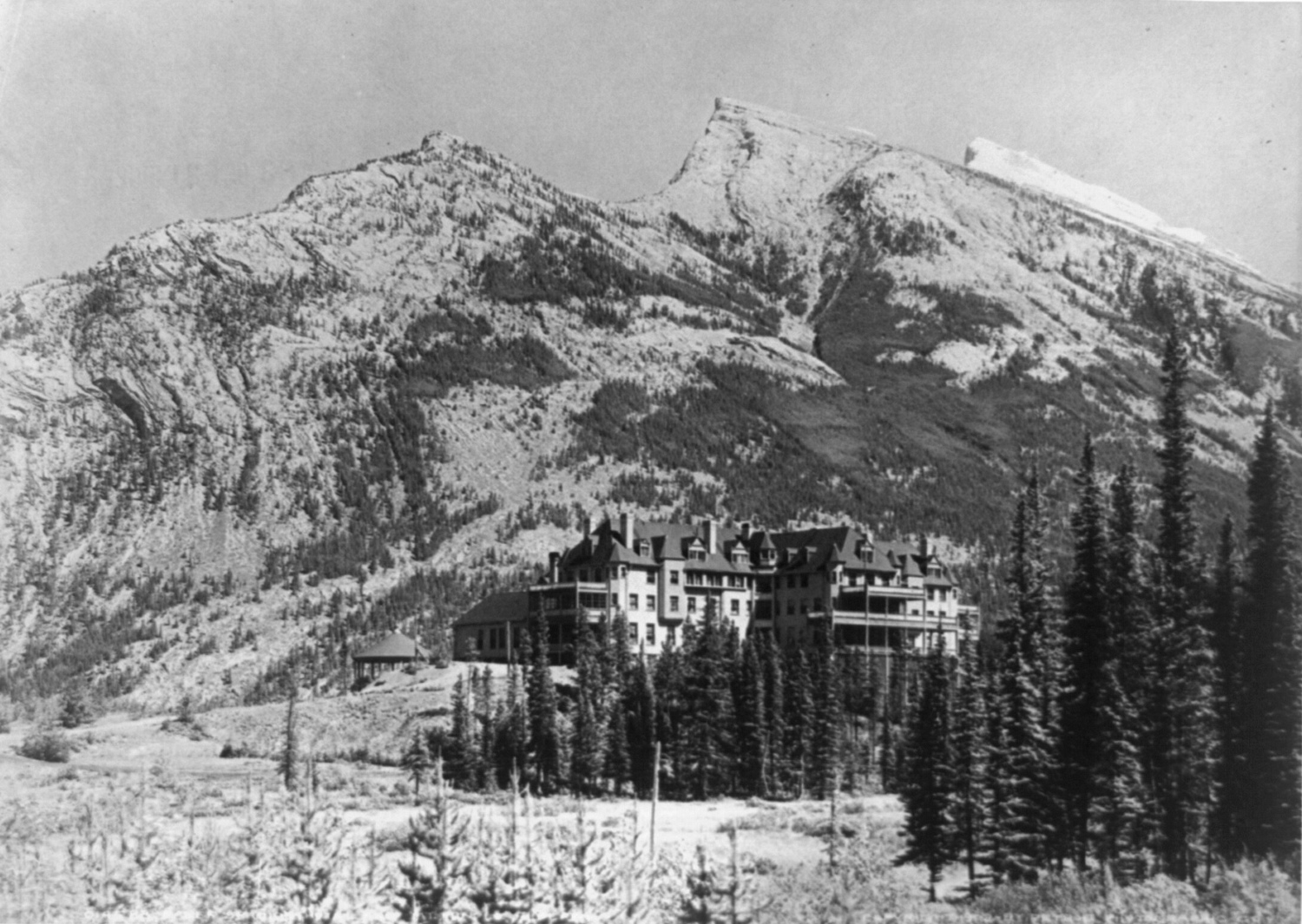
Hotel Banff Springs, 1902

Desde el principio, Banff era popular entre los turistas europeos ricos, que llegaron a Canadá a través de cruceros de lujo transatlánticos y continuaron hacia el oeste en el ferrocarril, así como de la clase alta de turistas americanos e ingleses. Algunos visitantes participaron en las actividades de montañismo, a menudo contratando guías locales. Tom Wilson, junto con Jim y Bill Brewster, fue uno de los primeros proveedores de equipo en Banff. El club Alpinismo de Canadá, establecido en 1906 por Arthur Oliver Wheeler y Elizabeth Parker, organizó los ascensos y campamentos en el parque.
En 1911, Banff era accesible en automóvil desde Calgary. A partir de 1916, el Brewsters ofreció excursiones motorcoach de Banff. En 1920, el acceso a Lake Louise por carretera estaba disponible, y el camino de Banff-Windermere abrió sus puertas en 1923 para conectar Banff con Columbia Británica.

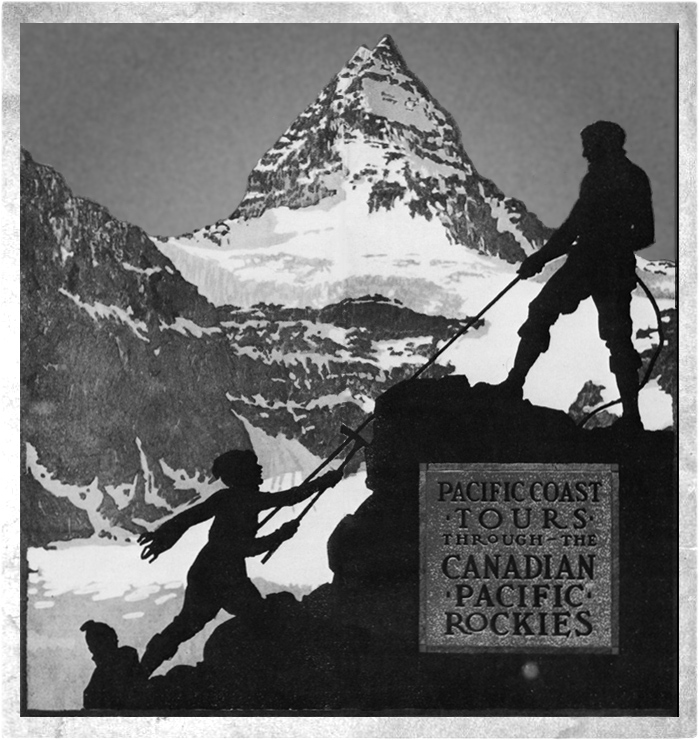
Folleto de publicidad canadiense Pacific Railway, destacando el Monte Assiniboine y Banff paisaje (c. 1917)

En 1902, el parque fue ampliado para cubrir 11 400 km² (4400 millas cuadradas), áreas que abarcan alrededor del Lago Louise, el río Bow, Red Deer, Kananaskis, y los ríos Spray. Cediendo a la presión del pastoreo e intereses en la tala, el tamaño del parque se redujo en 1911 a 4663 km² (1800 millas cuadradas), eliminando muchas áreas de colinas del parque. Los límites del parque cambiaron varias veces más hasta 1930, cuando el tamaño de Banff se fijó en 6697 km² (2586 millas cuadradas), con la aprobación de la Ley de Parques nacionales. La ley también cambió el nombre del parque como el Parque nacional de Banff, llamado por la estación de Canadian Pacific Railway, que a su vez fue nombrado en honor de la región Banffshire en Escocia. Con la construcción de una nueva puerta oriental en 1933, Alberta transfirió 0,84 km² (0,32 millas cuadradas) al parque. Esto, junto con otros cambios de menor importancia en los límites del parque en 1949, estableció el área del parque en 6641 km² (2564 millas cuadradas).

### Minería del carbón
En 1887, las tribus aborígenes locales firmaron el Tratado 7, que dio derechos a Canadá para explorar la tierra por los recursos. A principios del siglo XX, el carbón se extraía cerca del lago Minnewanka en Banff. Durante un breve período, una mina operó en Antracita, pero fue cerrada en 1904. La mina Bankhead, en la Cordillera de las Cascadas, fue operada por el Ferrocarril Pacífico canadiense de 1903 a 1922. En 1926, la ciudad fue desmantelada, con muchas construcciones que se movían a la ciudad de Banff y en otros lugares.

### Campos de internamiento
Durante la Primera Guerra Mundial, inmigrantes de Alemania, Austria, Hungría y Ucrania fueron enviados a Banff para trabajar en los campos de internamiento. El campamento principal se encuentra en el castillo de la montaña, y se trasladó a la Cueva y la Cuenca durante el invierno. La mayor parte la infraestructura temprana y la construcción de carreteras fue hecha por hombres de diferentes orígenes eslavos aunque ucranianos constituían la mayoría de las personas recluidas en Banff. Las placas históricas y una estatua levantada por la Asociación de Libertades Civiles Ucraniano Canadiense conmemoran a los internados en el castillo de la montaña, y la Cueva y Cuenca del sitio Histórico Nacional, donde un pabellón interpretativo que trata con las primeras operaciones de internamiento nacional de Canadá estaba programado para abrir en junio de 2013.

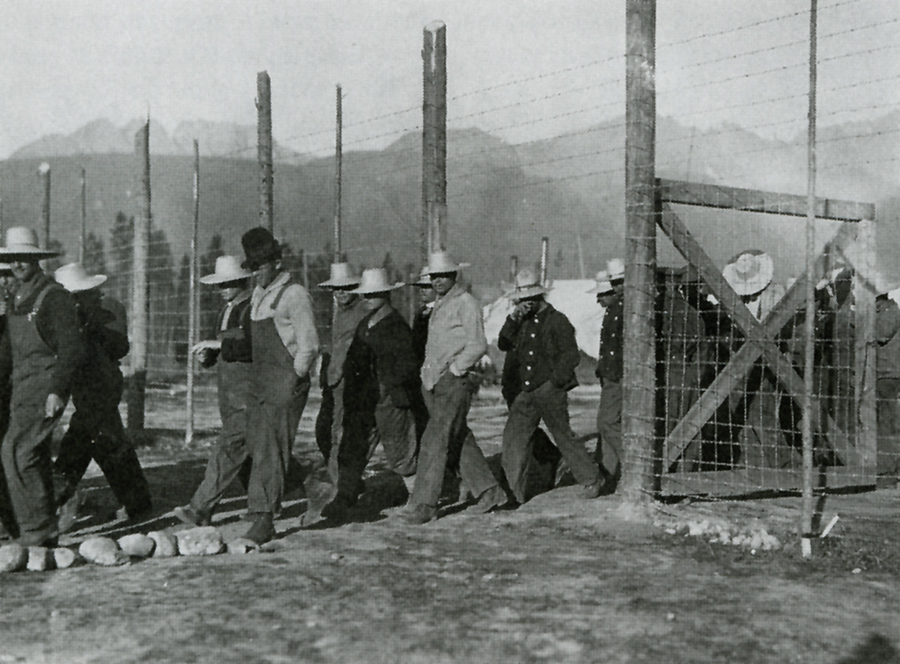
Campo de internamiento Castle Mountain (1915)

En 1931, el Gobierno de Canadá promulgó La Ley de Desempleo y de Alivio de la Granja que proporcionó proyectos de obras públicas en los parques nacionales durante la Gran Depresión. En Banff, los trabajadores construyeron una nueva casa de baños y piscina en Upper Hot Springs, como complemento a la cueva y la cuenca. Otros proyectos involucraron construcción de carreteras en el parque, las tareas de todo el pueblo de Banff, y la construcción de una carretera que conecta a Banff y Jasper. En 1934, se aprobó la Ley de Construcción de Obras Públicas, proporcionando financiación continua para los proyectos públicos de obras. Los nuevos proyectos incluyen la construcción de una nueva planta de inscripción en la puerta este de Banff, y la construcción de un edificio administrativo en Banff. Para 1940, la Avenida Icefields llegó a la zona de Campo de Hielo Columbia de Banff, y conectó Banff y Jasper. La mayor parte de la infraestructura presente en el parque nacional se remonta a la fecha de los proyectos de obras públicas aprobadas durante la Gran Depresión.
Los campos de internamiento se establecieron nuevamente en Banff durante la Segunda Guerra Mundial, con campamentos estacionados en Lake Louise, Stoney Creek, y Healy Creek. Campos de prisioneros fueron compuestos en gran parte por menonitas de Saskatchewan. Los campos de internamiento Japonés no estaban puestos en Banff durante la Segunda Guerra Mundial, sino que se encontraban en el parque nacional Jasper, donde sus detenidos trabajaban en la carretera Yellowhead y en otros proyectos.

### Turismo de invierno
El turismo de invierno en Banff comenzó en febrero de 1917, con el primer carnaval de invierno de Banff. Fue puesto a un público de clase media regional, y se convirtió en la pieza central de refuerzos locales con el objetivo de atraer a los visitantes, que en invierno eran una prioridad baja para Los Ferrocarriles del Pacífico de Canadá (CPR). El carnaval contó con un gran palacio de hielo, que en 1917 fue construido por los internados. Los eventos de carnaval incluían el esquí de fondo, salto de esquí, curling, raquetas de nieve, y skijoring. En la década de 1930, la primera estación de esquí cuesta abajo, Sunshine Village, fue desarrollado por los Brewsters. La estación de esquí de Mount Norquay también se desarrolló durante la década de 1930, con el primer telesilla instalado ahí en 1948.

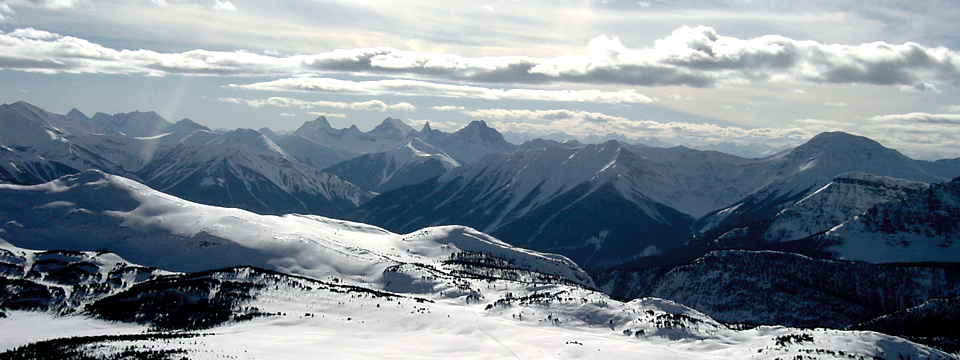
Panorama del parque nacional Banff National Park

Desde 1968, cuando el Banff Springs Hotel fue decorado de invierno, Banff ha sido un destino todo el año. En la década de 1960, la autopista Trans-Canadá se construyó, proporcionando otro corredor de transporte a través de la Bow Valley, además de la Bow Valley Parkway, haciendo el parque más accesible. También en la década de 1960, el Aeropuerto Internacional de Calgary fue construido.
Canadá lanzó varias ofertas para ser anfitrión de los Juegos Olímpicos de Invierno en Banff, con la primera candidatura para los Juegos Olímpicos de Invierno de 1964, que finalmente se adjudicaron a Innsbruck, Austria. Canadá perdió por poco una segunda licitación, para los Juegos Olímpicos de Invierno de 1968, los cuales fueron otorgados a Grenoble, Francia. Una vez más, Banff lanzó una candidatura para albergar los Juegos Olímpicos de Invierno 1972, con planes para celebrar los Juegos Olímpicos en Lake Louise. La oferta de 1972 fue más controvertida, pues los grupos de presión ambiental siempre fueron una fuerte oposición a la oferta, que tuvo el patrocinio de Imperial Oil. Cediendo a la presión, Jean Chrétien, el entonces Ministro de Medio Ambiente, el departamento gubernamental responsable de Parques de Canadá, retiró su apoyo a la candidatura, que finalmente se perdió a Sapporo, Japón. Los eventos de esquí de fondo se celebraron en el Canmore Nordic Centre Provincial Park en Canmore, Alberta, situado a las afueras de las puertas orientales del parque nacional de Banff en la autopista transcanadiense, cuando Calgary fue sede de los Juegos Olímpicos de Invierno de 1988.

### Conservación
Dado que la Ley original del Parque de las Montañas Rocosas, actos y políticas posteriores pusieron mayor énfasis en la conservación. Con el sentimiento público que tiende hacia la ecología, Parques de Canadá emitió una nueva política importante en 1979, que hizo hincapié en la conservación. La Ley de Parques nacionales se modificó en 1988, lo que hizo que la preservación de la integridad ecológica fuera la primera prioridad en todas las decisiones de gestión del parque. La ley también requiere que cada parque tenga un plan de gestión, con una mayor participación pública.
En 1984, Banff fue declarado Patrimonio de la Humanidad de la UNESCO, junto con los otros parques nacionales y provinciales que forman los Parques Canadienses de las Montañas Rocosas, por los paisajes de montañas que contienen picos de las montañas, glaciares, lagos, cascadas, cañones y cuevas de piedra caliza, así como fósiles encontrados ahí. Con este nombramiento llegaron obligaciones adicionales para la conservación.

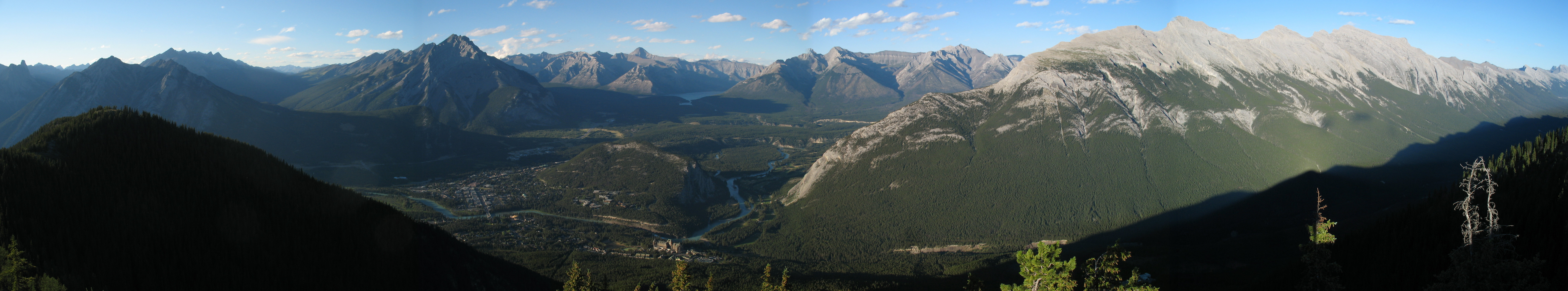
La vista desde la cumbre de Sulphur Mountain, mostrando Banff y áreas alrededor

Durante la década de 1980, Parques de Canadá se trasladó a privatizar muchos servicios del parque, tales como campos de golf, y ha añadido tarifas a los usuarios por el uso de otras instalaciones y servicios para ayudar a lidiar con los recortes presupuestarios. En 1990, la ciudad de Banff se incorporó, dando a los residentes locales más voto con respecto a cualquier desarrollo propuesto.
En la década de 1990, los planes de desarrollo para el parque, incluyendo la expansión en Sunshine Village, estaban bajo fuego con demandas presentadas por Canadian Parks and Wilderness Society (CPAWS). A mediados de la década de 1990, el Valle Estudio Banff-Bow se inició para encontrar formas de abordar mejor las preocupaciones ambientales, y las cuestiones relacionadas con el desarrollo en el parque y en Canadá.

## Geografía

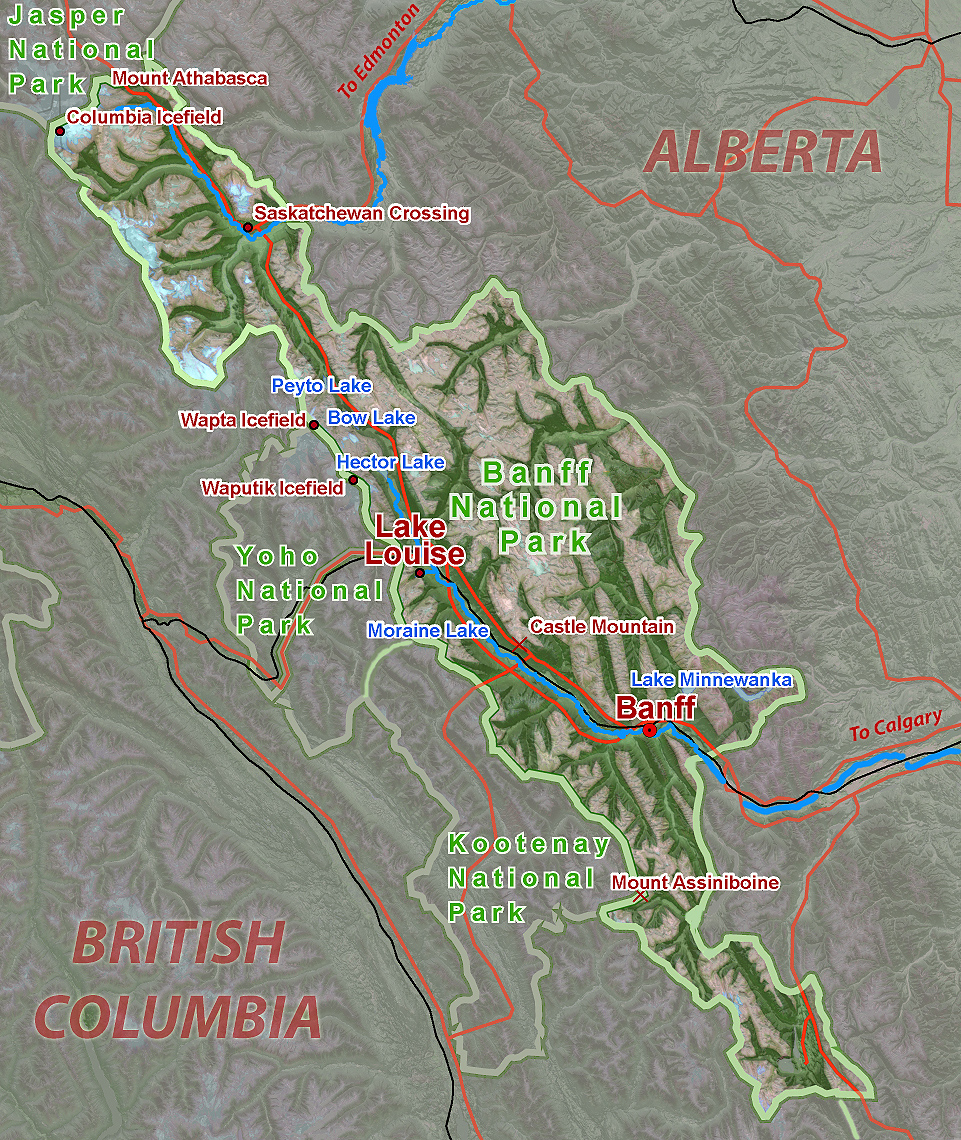
Mapa del parque nacional

El parque nacional Banff está situado en las Montañas Rocosas en la frontera occidental de Alberta con la Columbia Británica. Banff está a una hora y media distancia en coche de Calgary, y cuatro horas de Edmonton. Jasper National Park está situado en el norte, mientras que el parque nacional Yoho es hacia el oeste, y Kootenay National Park está al sur. Kananaskis Country, que incluye Bow Valley Provincial Park Forestales, spray Valley Provincial Park y Peter Lougheed Provincial Park, se encuentra al sur y al este de Banff.
La autopista Trans-Canadá pasa por el parque nacional Banff, cerca de la frontera oriental Canmore, a través de los pueblos de Banff y Lake Louise, y en el parque nacional Yoho en la Columbia Británica. El townsite de Banff es el principal centro comercial en el parque nacional. El pueblo de Lake Louise se encuentra en el cruce de la autopista Trans-Canadá y el Parkway Icefields, que se extiende al norte de la ciudad de Jasper.

### Banff
Banff, establecido en 1885, es el principal centro comercial en el parque nacional Banff, así como un centro de actividades culturales. Cuenta con numerosas instituciones culturales, tales como el Banff Centre, el Museo Whyte, el Museo de Naciones Buffalo Luxton, Cave y la Basin del Sitio Histórico Nacional, así como varias galerías de arte. A lo largo de su historia, Banff ha acogido muchos eventos anuales, como los Días Indios de Banff, que comenzó en 1889, y el Carnaval de Invierno de Banff. Desde 1976, el Centro Banff ha organizado el Festival de Cine de la Montaña de Banff. En 1990, Banff se incorporó como ciudad de Alberta, aunque todavía sujeta a la Ley de Parques nacionales y la autoridad federal en lo que respecta a la planificación y el desarrollo. Según el censo de 2005, Banff tenía una población de 8352, de los cuales casi 7000 son residentes permanentes. El río Bow fluye a través de la ciudad de Banff, con las cataratas Bow ubicadas en las afueras de la ciudad.

Verano en Banff con vista al Bow river

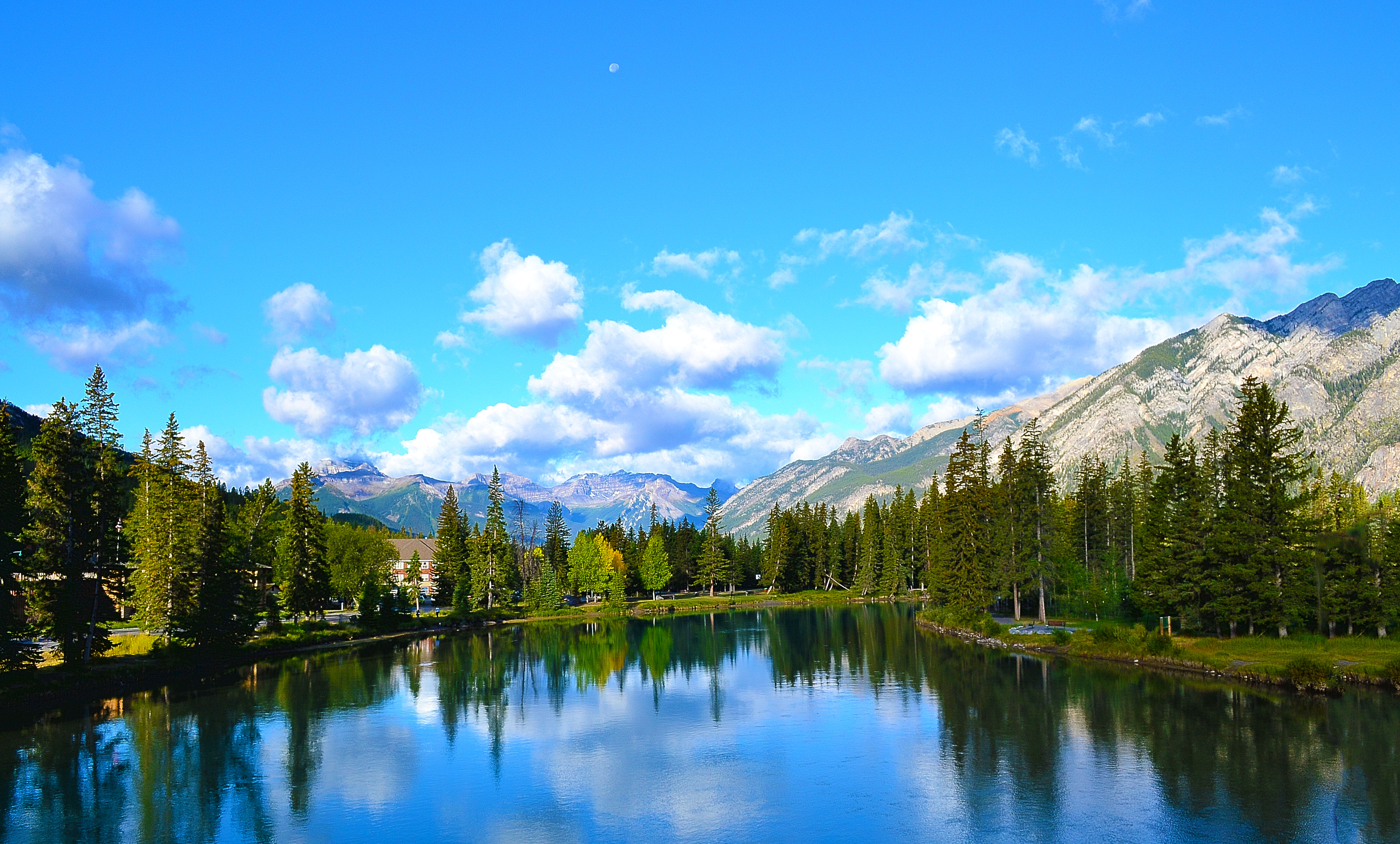
Bow River

### Lago Louise

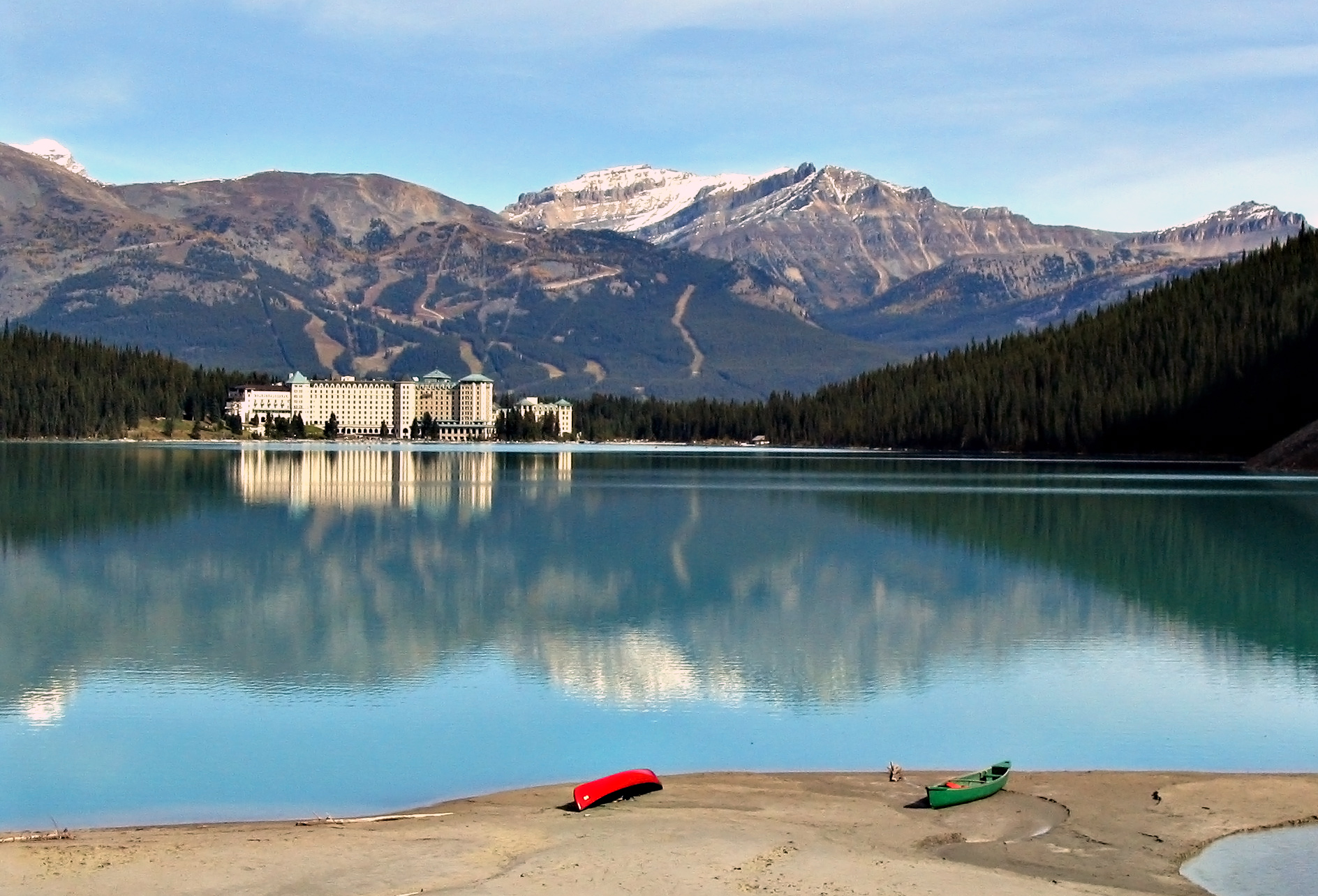
Lago Louise

En Lake Louise, una aldea situada 54 kilómetros al noroeste de la ciudad de Banff, se encuentra la histórica Chateau Lake Louise, a orillas del lago Louise.

### Lago Moraine
Situado a 15 kilómetros del lago Louise, el lago Moraine ofrece una vista panorámica del Valle de los Diez Picos. Esta imagen aparecía representada en la parte posterior de los billetes de $20 del banco de Canadá, en la serie de 1969 a 1979 ("Escenas de Canadá"). El Lake Louise Mountain Resort también se encuentra cerca de la aldea.

### Icefields Parkway

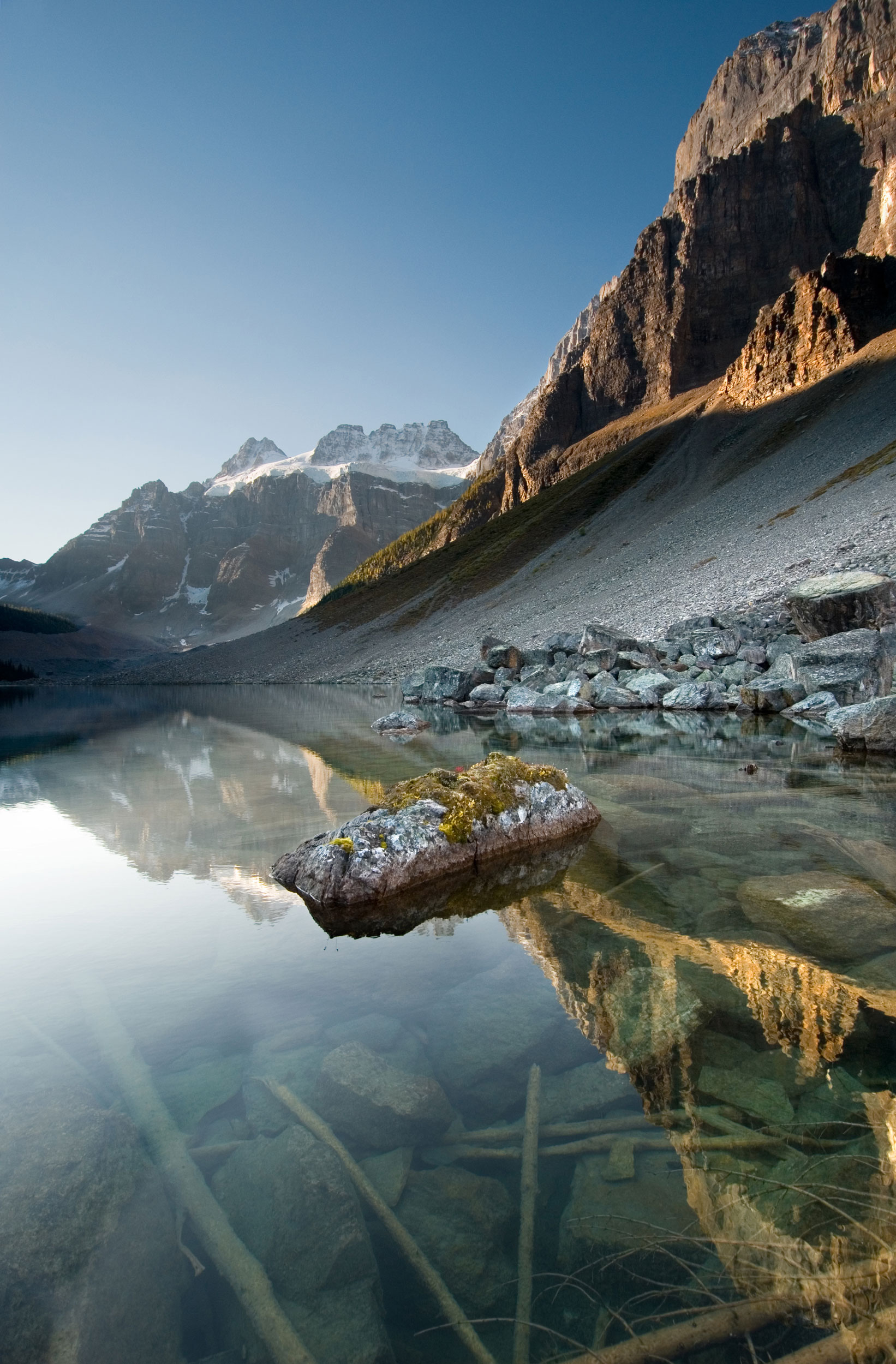
Parte inferior del Consolation Lake

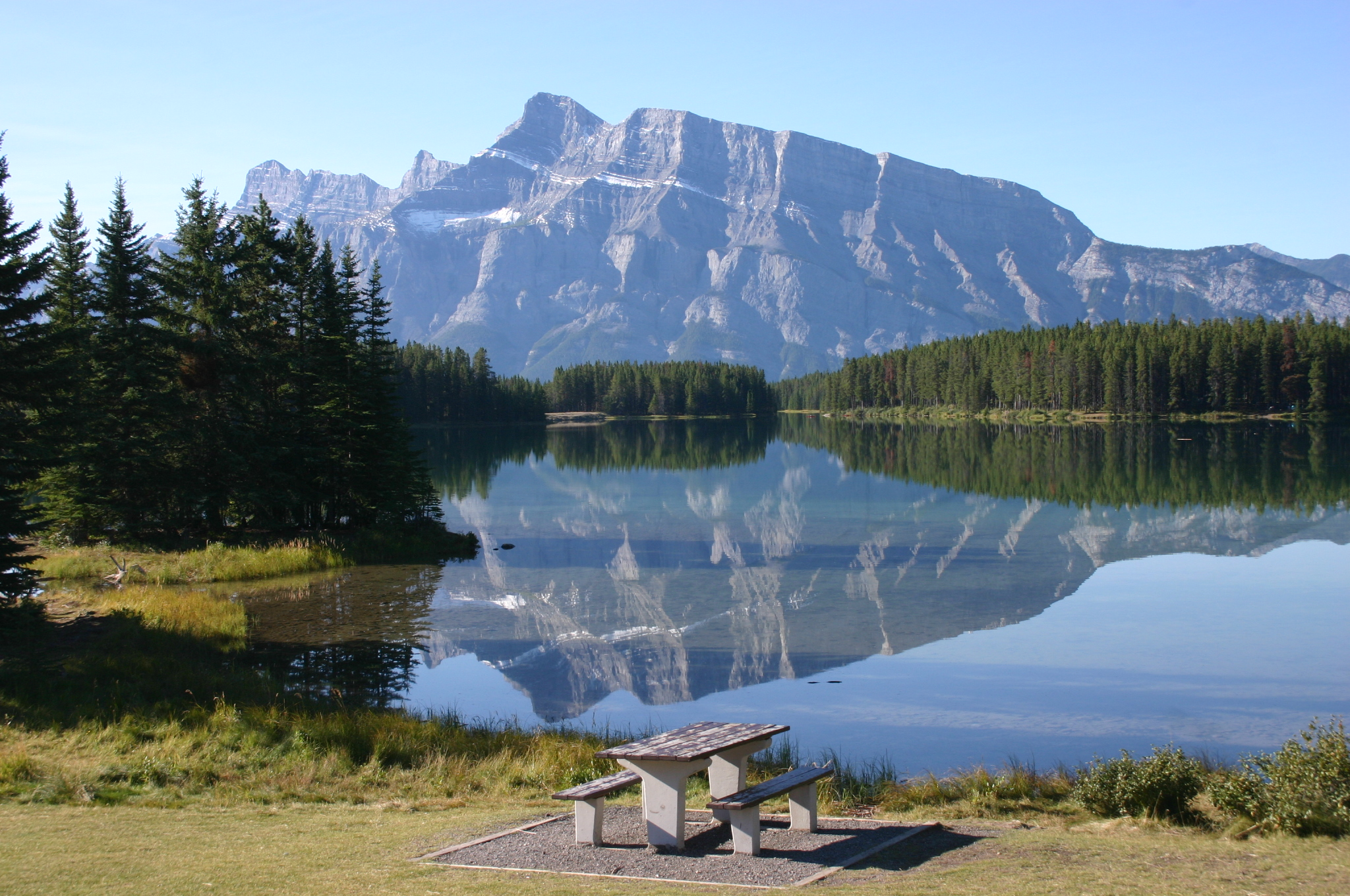
Two Jack Lake

La Icefields Parkway se extiende 230 kilómetros, conecta el lago Louise con Jasper, Alberta. El Parkway se origina en el lago Louise, y se extiende hacia el norte hasta el valle del Bow, más allá del Lago Hector, Lago Bow y Lago Peyto. El Parkway después cruza una cumbre, y sigue el río Mistaya a Saskatchewan Crossing, donde converge con el Howse y el Río Saskatchewan del Norte.
El Río Saskatchewan del Norte fluye al este de Saskatchewan Crossing, fuera de Banff, en lo que se conoce como País de David Thompson, y sobre Edmonton. La Carretera de David Thompson sigue el Río Saskatchewan del Norte, pasando por el Lago Abraham, hecho por el hombre, y por medio del País de David Thompson. En Saskatchewan Crossing, los servicios básicos están disponibles, incluyendo gasolina, una cafetería, una tienda de regalos y un pequeño motel.
Al norte de Saskatchewan Crossing, la Icefields Parkway sigue el río Saskatchewan del Norte hasta el Campo de Hielo Columbia. El Parkway cruza por el parque nacional Jasper en Sunwapta Pass en 2035 metros (6677 pies) de altura, y continúa desde allí hasta el pueblo de Jasper.

## Geología
Las Montañas Rocosas de Canadá consisten en varias cordilleras de tendencia al noroeste-sureste. Siguiendo de cerca la división continental, las cordilleras principales forman la columna vertebral de las Montañas Rocosas canadienses. Las cordilleras delanteras están situadas al este de la Cordillera El parque nacional Banff se extiende hacia el este de la división continental e incluye la vertiente oriental de la Cordillera Principal y gran parte de la Cordillera Frontal. Estas últimas incluyen las montañas de todo el pueblo de Banff. Las faldas se encuentran al este del Parque, entre Calgary y Canmore. En el otro lado del parque, los rangos occidentales pasan por Yoho y los Parques nacionales Kootenay. Aún más al oeste está la Trinchera de las Montañas Rocosas, el límite occidental de la región de las Montañas Rocosas Canadienses de Columbia Británica.
Las Montañas Rocosas de Canadá se componen de roca sedimentaria, incluida la pizarra, arenisca, caliza y cuarzos, que se originó como depósitos en una plataforma continental, similar a la plataforma relativamente poco profunda fuera de la costa de los EE. UU. oriental. Las formaciones geológicas en la cordillera de Banff de edad de eón Precámbrico al período Jurásico. Rocas tan jóvenes como de finales del Cretácico, se formaron a partir del derramamiento de sedimentos hacia el interior continental de la elevación de las cordilleras más al oeste, donde se vieron atrapados en la construcción de la montaña como la deformación avanzaba tierra adentro. Sin embargo, la mayoría de estos depósitos —especialmente las areniscas del Cretácico expuestas en el muro inferior de la falla inversa McConnell en la montaña Yamnuska— se encuentran fuera de los límites del parque Banff formal.
Aunque las rocas en Banff Park se establecieron como sedimentos entre hace 600 y 175 millones de años, el período principal de la construcción de la montaña se produjo hace entre 80 y 120 millones de años, como resultado del acortamiento y deformación de la antigua plataforma continental como los terrenos de la isla exótica chocaron y se hicieron más grandes en el margen del continente. El acortamiento fue acomodado por fallas inversas y pliegues asociados.

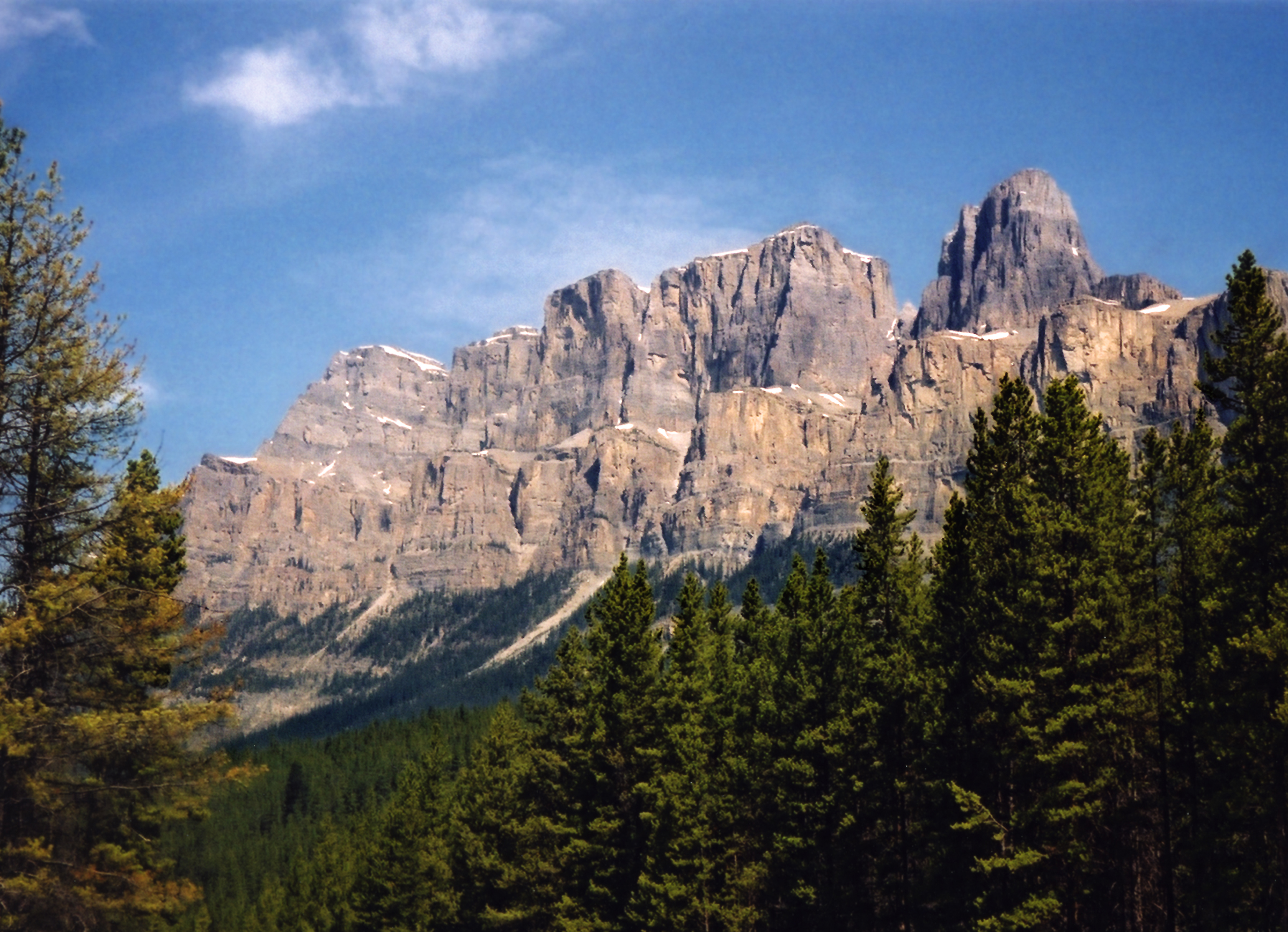
Castle Mountain

La erosión acompañó y sobrevivió a la elevación de las Montañas Rocosas Canadienses, con un rejuvenecimiento probable y la aceleración de las tasas de erosión desde el Plioceno, cuando la Tierra entró en un período de extensa glaciación. Accidentes geográficos glaciales dominan abrumadoramente geomorfología de Banff, con ejemplos de todas las formas glaciares clásicas: circos, arêtes, valles colgantes, morrenas, valles en forma de U et al. La estructura preexistente sobrante de la formación de montañas ha guiado fuerte erosión glacial: montañas en Banff incluyen compleja, irregular, anticlinal, sinclinales, castellate, diente de perro, y montañas Sawback y muchas de las cordilleras con tendencia al norte-noreste, con capas sedimentarias de inmersión hasta el oeste a 40-60 grados. Esto lleva a sumergir los accidentes geográficos de pendiente, con generalmente más pronunciación en las caras del Medio y el Norte, y el drenaje enrejado, donde los ríos y antiguos valles glaciares siguen las capas más débiles de la sucesión geológica.

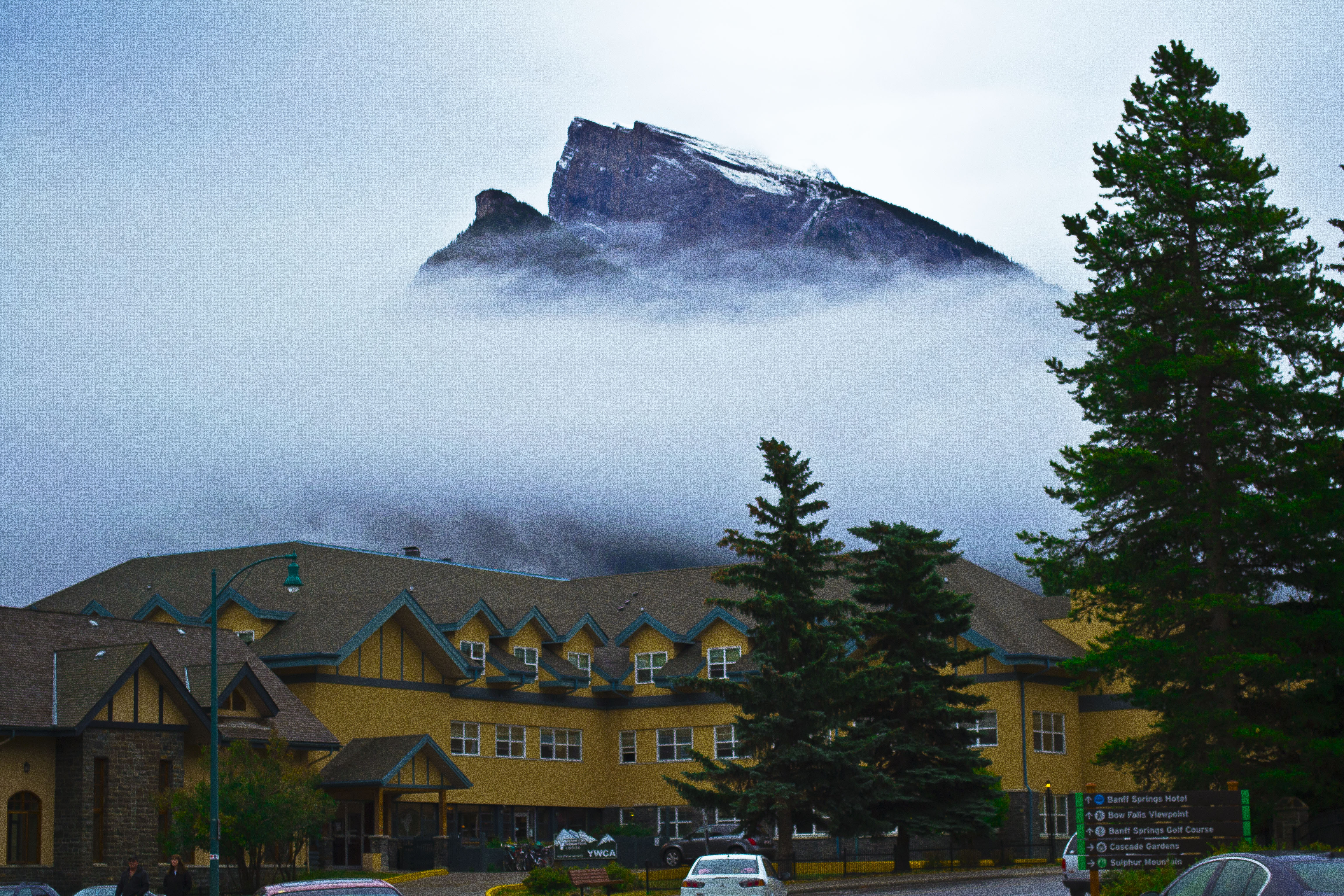
Mt. Rundle

Ejemplos clásicos se encuentran en el pueblo de Banff: Monte Rundle es una clásica pendiente profunda de la montaña, y los drenajes de los ríos Spray y Sulphur fluyen paralelo a la caída geológica de la cordillera. Solo al norte del pueblo de Banff, Castle Mountain ejemplifica una forma almenada, con empinadas pendientes y acantilados. Castle Mountain se compone de rocas del Cámbrico de la formación de la Catedral (piedra caliza), el esquisto Stephen por encima de ella, y la formación de Eldon (piedra caliza). Las montañas Dogtooth, como Mount Louis, exhiben, abruptas y afiladas pendientes. El Range Sawback, que consta de inmersión de capas sedimentarias casi verticales, ha sido erosionada por cárcavas transversales. Depósitos pedregales son comunes hacia el fondo de muchas montañas y acantilados.

### Glaciares y campos de hielo
El parque nacional Banff tiene numerosos grandes glaciares y campos de hielo, muchos de los cuales son fácilmente accesibles desde el Icefields Parkway. Los glaciares de circo pequeños son bastante comunes en las gamas principales, situados en las depresiones en los lados de muchas montañas. Al igual que con la mayoría de los glaciares de montaña en todo el mundo, los glaciares están retrocediendo en Banff. La evidencia fotográfica por sí sola ofrece testimonio de este retiro y la tendencia se ha vuelto suficientemente alarmante que los glaciólogos han iniciado la investigación de los glaciares en el parque más a fondo, y han analizado el impacto que la reducción de hielo de los glaciares puede tener en el suministro de agua a los arroyos y ríos. Las áreas glaciares más grandes incluyen la Waputik y Wapta Campos de Hielo, que ambos se encuentran en la frontera con el parque nacional Banff, Yoho. El campo de hielo Wapta cubre aproximadamente 80 km² (31 millas cuadradas) de superficie. Outlets de Wapta Icefield en el lado de Banff de la división continental incluye los glaciares Peyto, Bow, y Buitre. El glaciar Bow retrocedió un estimado de 1100 m (3600 pies) entre los años 1850 y 1953, y desde ese período, ha habido más retiro que ha dejado un lago recién formado en la morrena terminal. El glaciar Peyto ha retrocedido aproximadamente 2000 m (6600 pies) desde 1880, y está en riesgo de desaparecer por completo en los próximos 30 a 40 años. Tanto los glaciares Crowfoot y Hector también son fácilmente visibles desde la Icefields Parkway, todavía que son los glaciares en singular y no están unidos a ninguna hoja de hielo principales.
El Campo de Hielo Columbia, en el extremo norte de Banff, ubicado en la frontera de Banff y Jasper National Park y se extiende en la Columbia Británica. Snow Dome, en la Columbia Icefields, forma un ápice hidrológico de América del Norte, con el agua que fluye desde este punto hacia el Pacífico a través del Columbia, el océano Ártico a través del río Athabasca, y en la bahía de Hudson y en última instancia, en el océano Atlántico, a través del río del norte de Saskatchewan. El glaciar Saskatchewan, que es de aproximadamente 13 km (8.1 millas) de largo y 30 km² (12 millas cuadradas) de área, es la principal salida del Campo de Hielo Columbia que desemboca en Banff. Entre los años 1893 y 1953, el glaciar Saskatchewan se había retirado a una distancia de 1364 m (4475 pies), con la tasa de retiro entre los años 1948 y 1953 un promedio de 55 m (180 pies) por año. En general, los glaciares de las Montañas Rocosas canadienses perdieron 25 por ciento de su masa durante el siglo XX.

## Clima

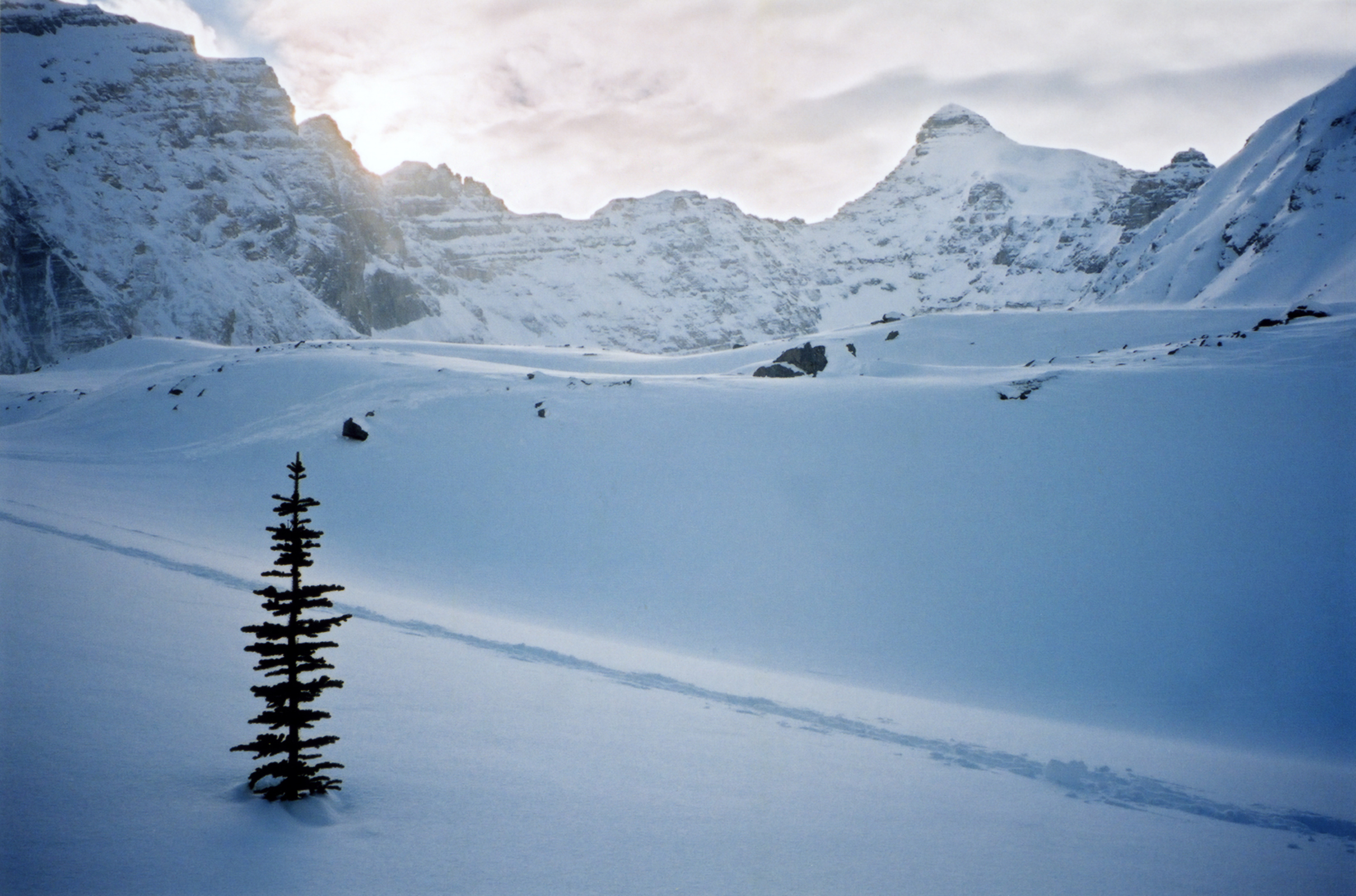
Esquí en Parker Ridge, cerca de Columbia Icefield

Bajo la clasificación climática de Köppen, el parque tiene un clima subártico (DFC), con inviernos fríos y nevados y veranos suaves. El clima está influenciado por la altitud en la que las zonas altas tienen temperaturas más bajas. Situado en la parte oriental de la División Continental, el parque nacional Banff recibe 472 milímetros (18.6 pulgadas) de precipitación al año. Esto es considerablemente menor que lo recibido en el parque nacional Yoho en el lado occidental de la brecha en la Columbia Británica, con 884 mm (34.8 pulgadas) de precipitación anual en Wapta Lake y 616 mm (24.3 pulgadas). al estar influenciado por la altitud, la nieve es mayor en altitudes más altas que en altitudes más bajas.
Como tal, 234 cm (92 pulgadas) de nieve cae en promedio cada año en el pueblo de Banff, mientras que 304 cm (120 pulgadas) cae en Lake Louise, que se encuentra a mayor altura.
Durante los meses de invierno, las temperaturas en Banff son moderadas, en comparación con otras zonas del centro y el norte de Alberta, debido a los vientos Chinook y otras influencias de la Columbia Británica. La temperatura baja promedio durante enero es de -15 °C (5 °F) y la temperatura alta promedio es de -5 °C (23 °F) para la ciudad de Banff. Sin embargo, las temperaturas pueden caer por debajo de -20 °C (-4,0 °C) con Sensación térmica del viento cayendo por debajo de -30 °C (-22.0 °F). Las condiciones climáticas durante los meses de verano son cálidas, con temperaturas altas durante julio con un promedio de 22 °C (72 °F), y diariamente temperaturas bajas promedio de 7 °C (45 °F), lo que lleva a una amplia gama diurna debido a la sequedad relativa del aire.

## Ecología

### Ecorregiones

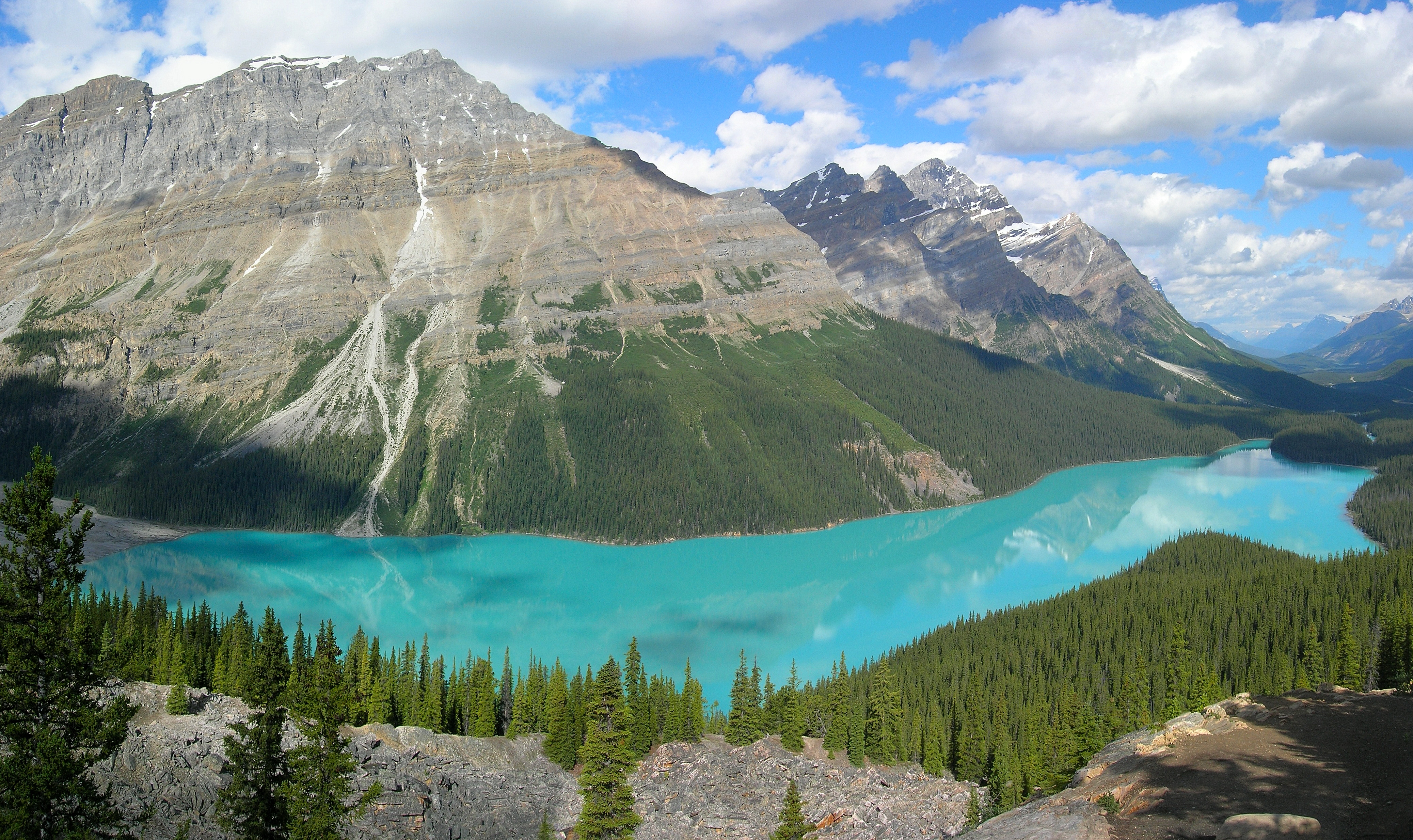
Peyto Lake

El parque nacional Banff abarca tres ecorregiones, incluyendo montano, subalpino y alpino. La ecorregión subalpina, que se compone principalmente de bosque denso, comprende 53 por ciento del área de Banff. El 27 por ciento del parque se encuentra por encima de la línea de árboles, en la ecorregión alpino. La línea de árboles en Banff se encuentra aproximadamente a 2300 m (7500 pies), con prados abiertos en las regiones alpinas y algunas áreas cubiertas por glaciares. Una porción pequeña (3 por ciento) del parque, situado a menor altura, se encuentra en la ecorregión montano. Los bosques de pino Lodgepole dominan la región de montaña de Banff, con abeto Englemann, sauce, álamo temblón, de vez en cuando Douglas-fir y unos pocos Douglas maple intercalados. Los abeto Englemann son más comunes en las regiones subalpinas de Banff, con algunas zonas de pino torcido, y de abeto subalpino. Las zonas de montaña, que tienden a ser el hábitat preferido para la vida silvestre, han sido objeto de desarrollo humano significativo en los últimos años.

### Vida animal

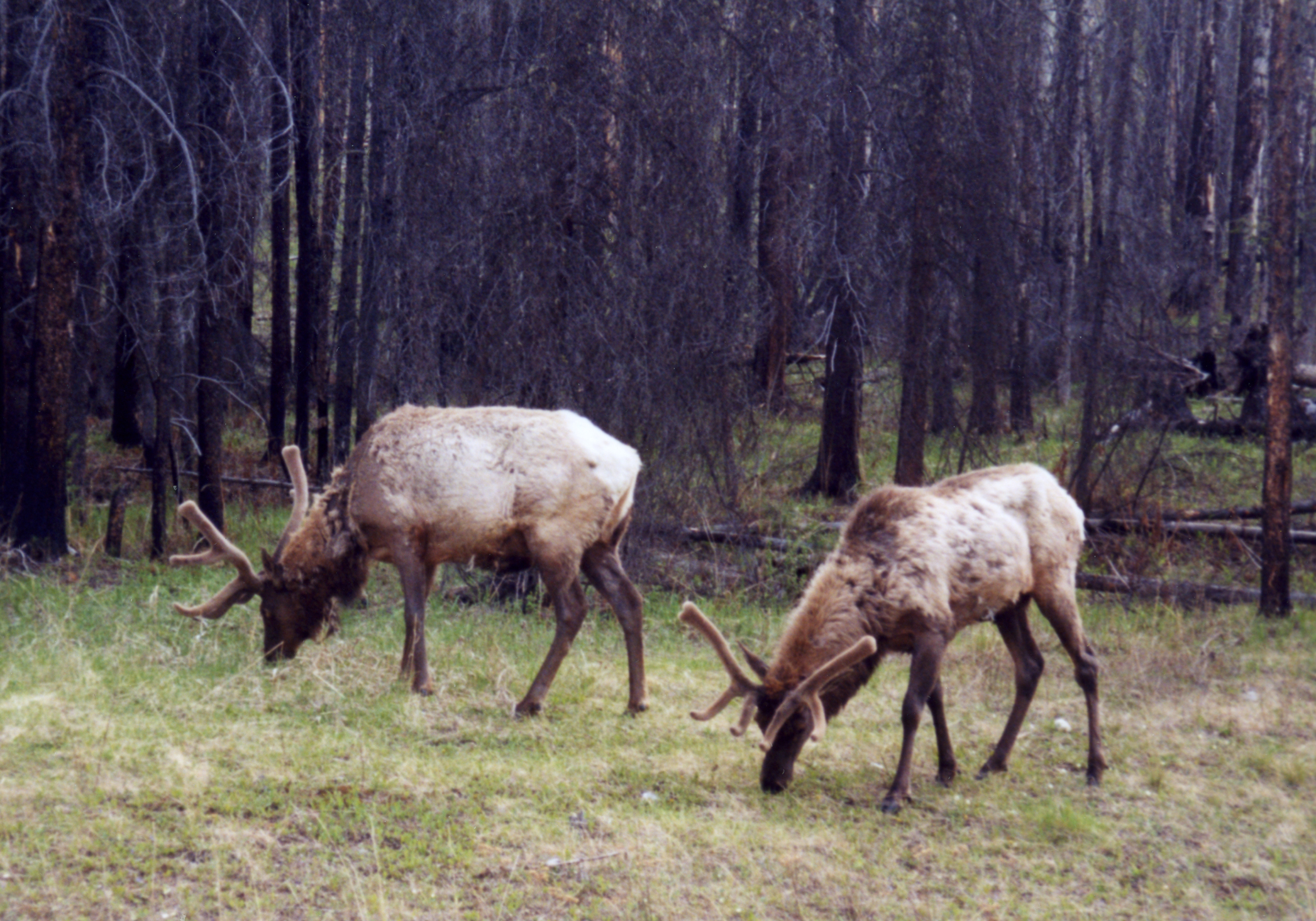
Uapití en Banff

El parque cuenta con 56 especies de mamíferos que se han registrado. Los osos grizzly y los osos negros habitan en las regiones boscosas. Puma, lince, glotón, comadrejas, nutrias de río de Norteamérica y el lobo son los mamíferos depredadores primarios. Uapití, ciervo mulo y el venado cola blanca son comunes en los valles del parque, incluyendo alrededor (y a veces en) el pueblo de Banff, mientras los alces tienden a ser más difíciles de alcanzar, encontrándose principalmente en los humedales y las zonas cercanas a los arroyos. En las regiones alpinas, la cabra blanca de las Rocosas, el borrego cimarrón, la marmota y la pica están muy extendidas. Otros mamíferos como castores, puercoespines, ardillas, ardillas rayadas y las ardillas de tierra de Columbia se observan más comúnmente entre los mamíferos más pequeños. En 2005, se contabilizaron un total de cinco caribús, haciendo de esta una de las especies de mamíferos más raros que se encuentran en el parque.
Debido a los duros inviernos, el parque cuenta con pocos reptiles y anfibios, con solo una especie de sapo, tres especies de rana, una especie de salamandra y dos especies de serpientes que han sido identificadas. Al menos 280 especies de aves se pueden encontrar en Banff incluyendo águilas calvas y águilas reales, busardo de cola roja, águilas pescadoras y esmerejón, todos los cuales son aves rapaces. Además, especies comúnmente vistas como el arrendajo gris, pájaro carpintero tridáctilo de América, azulejo de la montaña, cascanueces de Clark, carbonero montañés y bisbitas se encuentran frecuentemente en las elevaciones más bajas. La perdiz nival de cola blanca es un pájaro de tierra que se ve a menudo en las zonas alpinas. Los ríos y lagos son frecuentados por más de un centenar de especies diferentes, incluyendo somormujos, garzas y ánades reales que pasan sus veranos en el parque.
Especies en peligro de extinción en Banff incluyen el caracol de Banff Springs (Physella johnsoni) que se encuentra en las aguas termales de Banff. El caribú de los bosques, que se encuentra en Banff, se muestra como una especie amenazada.[cita requerida]

### Escarabajos de pino de montaña
Los escarabajos de pino de montaña han causado un número de infestaciones a gran escala en el parque nacional de Banff, alimentándose del floema de pinos lodgepole maduros. El primer brote conocido de Alberta se produjo en 1940, infectando a 43 km² (17 millas cuadradas) de bosque en Banff. Un segundo brote importante se produjo a finales de 1970 y principios de 1980 en Banff y la región circundante de las Montañas Rocosas.

## Turismo

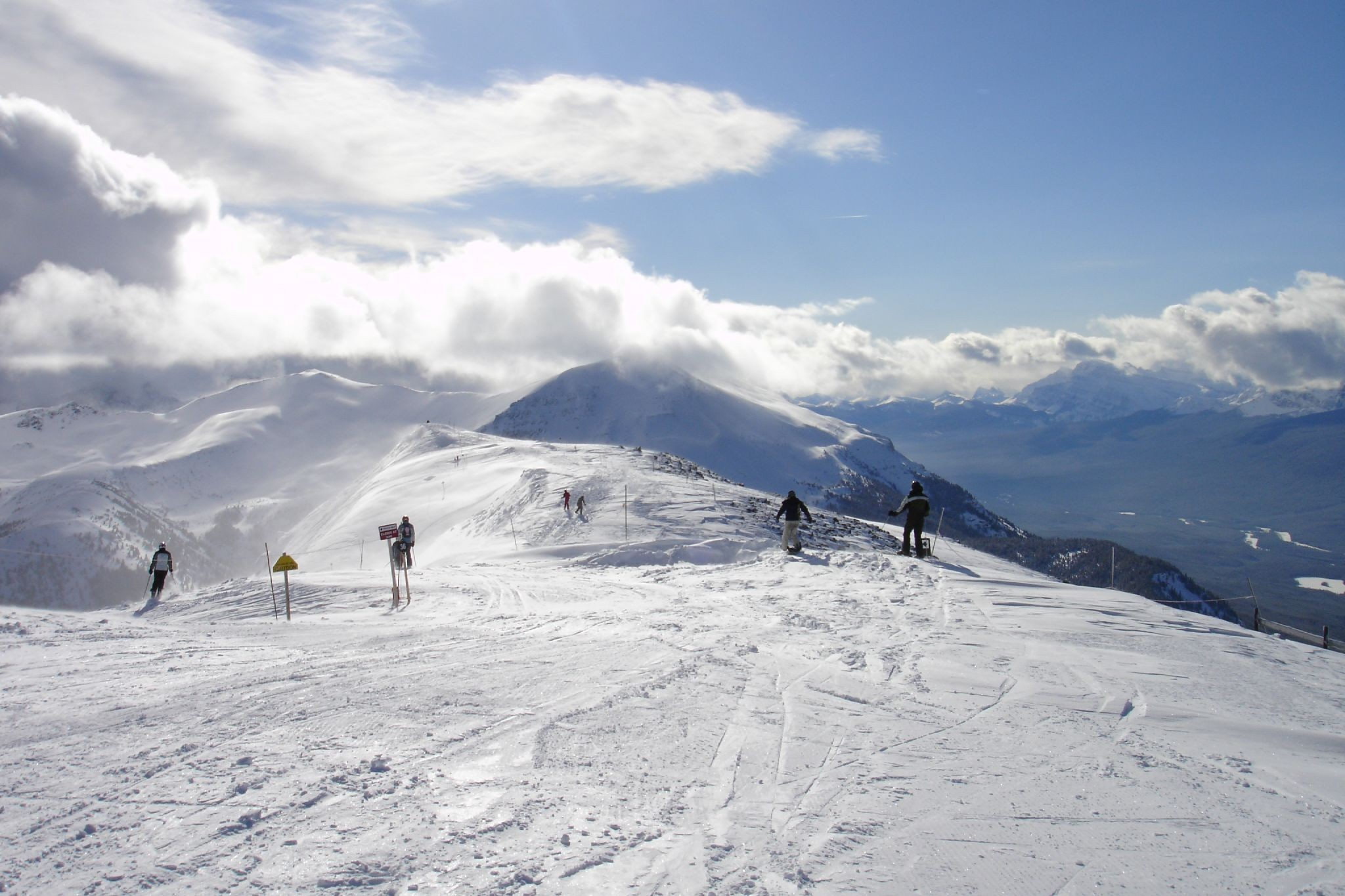
Esquí en Lake Louise

El parque nacional Banff es el destino turístico más visitado de Alberta y uno de los parques nacionales más visitados de América del Norte, con 3 927 557 visitantes en 2004/2005. Durante el verano, el 51 por ciento de los visitantes del parque son de Canadá (30 por ciento de Alberta), mientras que el 31 por ciento son de los Estados Unidos y 14 por ciento de Europa. El turismo en Banff contribuye aproximadamente C$ 6000 millones anuales a la economía.
Se requiere un pase de parque para parar en el parque y los cheques de permisos de cheques son comunes durante los meses de verano, especialmente en el lago Louise y el inicio de la Icefields Parkway. Un permiso no es necesario si viaja directamente a través del parque sin parar. Aproximadamente 5 millones de personas pasan por Banff anualmente en la autopista transcanadiense sin parar.
Atracciones en Banff incluyen Upper Hot Springs, y un campo de golf de 27 hoyos en el Fairmont Banff Springs Hotel, y tres estaciones de esquí, incluyendo Sunshine Village, Lake Louise Mountain Resort, y la estación de esquí de Mount Norquay. El Banff Lodging Co es una empresa de la hospitalidad en el parque. Excursiones de un día, como la Cory Pass Loop, son populares entre los visitantes. Otras actividades incluyen alpino y esquí nórdico, y paseos a caballo.
Las actividades fuera de pista en Banff incluyen caminatas, acampada, escalada y esquí. Parks Canada requiere que los que utilizan para acampar fuera de pista, Club Alpino de chozas de Canadá u otras instalaciones fuera de pista compren un pase desierto. También es necesario hacer reserva para el uso de los campamentos.
En 2009, el turismo de Banff Lake Louise esperaba la aparición del "Crasher Squirrel" meme de Internet que estimularía el interés en el parque. El meme se basa en una fotografía de una pareja de Minnesota visitando el parque en la orilla del lago Minnewanka y una ardilla de tierra colombina que se "coló": la fotografía fue publicada en las principales fuentes de noticias de todo el mundo y la imagen de la ardilla fue manipulada digitalmente en fotos humorísticas.

## Administración del parque

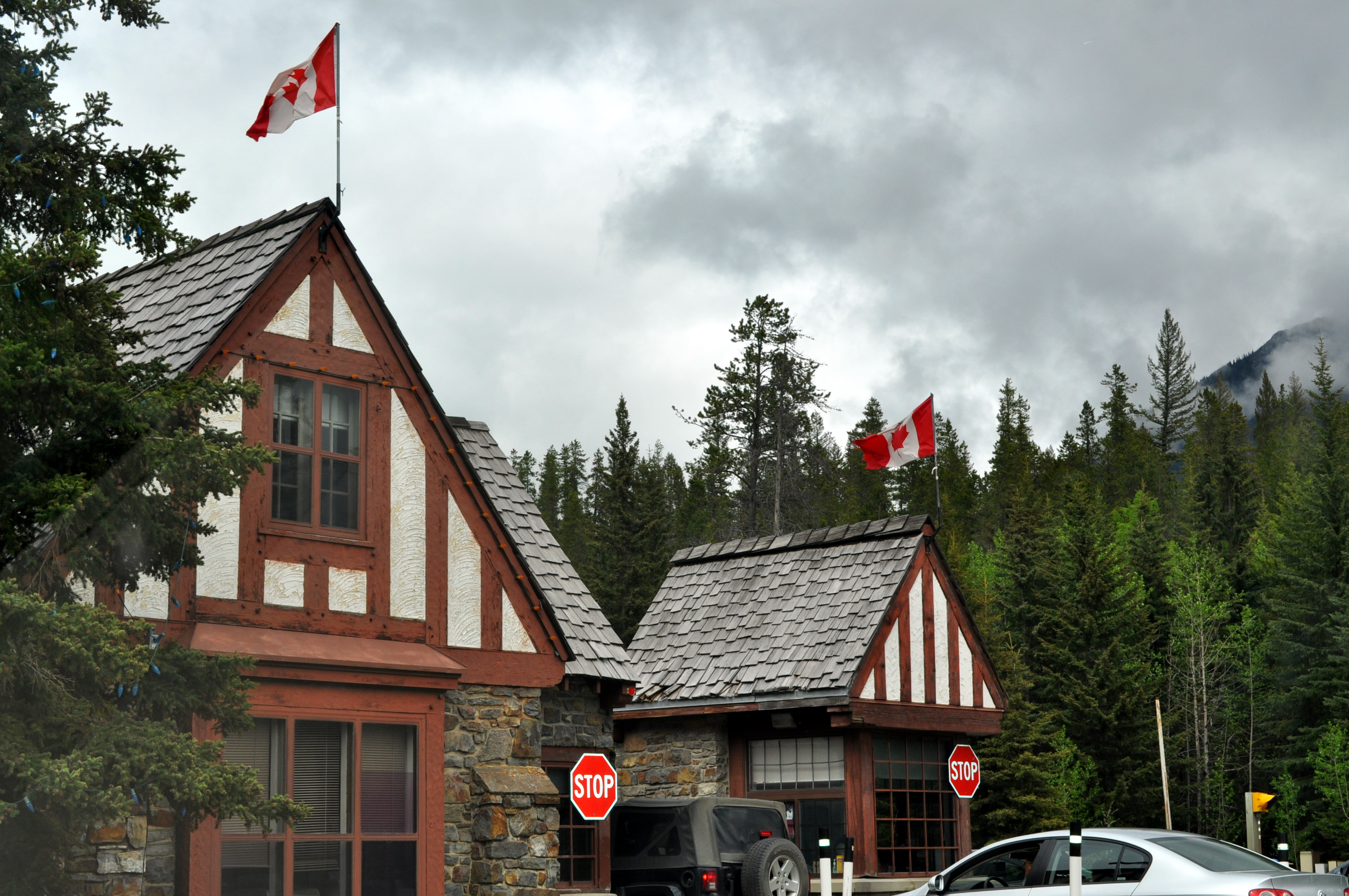
Estación de entrada para el parque nacional Banff

El parque nacional Banff es administrado por Parques de Canadá, bajo la Ley de Parques nacionales que fue aprobada en 1930. Con el tiempo, las políticas de gestión del parque han destacado cada vez más la protección del medio ambiente sobre el desarrollo. En 1964, una declaración de política fue emitida que reiteró ideales de conservación establecidos en el acto de 1930. Con la oferta de controversia para los Juegos Olímpicos de Invierno de 1972, los grupos ecologistas se hicieron más influyentes, llevando a Parques de Canadá a retirar su apoyo a la candidatura. El Beaver Book de 1979 era una nueva política importante, que hizo hincapié en la conservación. En 1988, la Ley de Parques nacionales fue modificada, por lo que el mantenimiento de la integridad ecológica era de la máxima prioridad. La enmienda también allanó el camino para que las organizaciones no gubernamentales desafiaran a Parques de Canadá en los tribunales, en caso de incumplimiento en la adhesión a la ley. En 1994, Parks Canada estableció como revisada "Principios rectores y políticas de funcionamiento", que incluía un mandato para el Banff-Bow Valley Study para redactar las recomendaciones de gestión. Al igual que con otros parques nacionales, Banff está obligado a tener un Plan de Manejo del Parque. A nivel provincial, la zona del parque y las comunidades incluidas (excepto la ciudad de Banff, que es un municipio incorporado) son administrados por Asuntos Municipales de Alberta como Mejoramiento del Distrito n.º 9 (Banff).

## Impacto humano

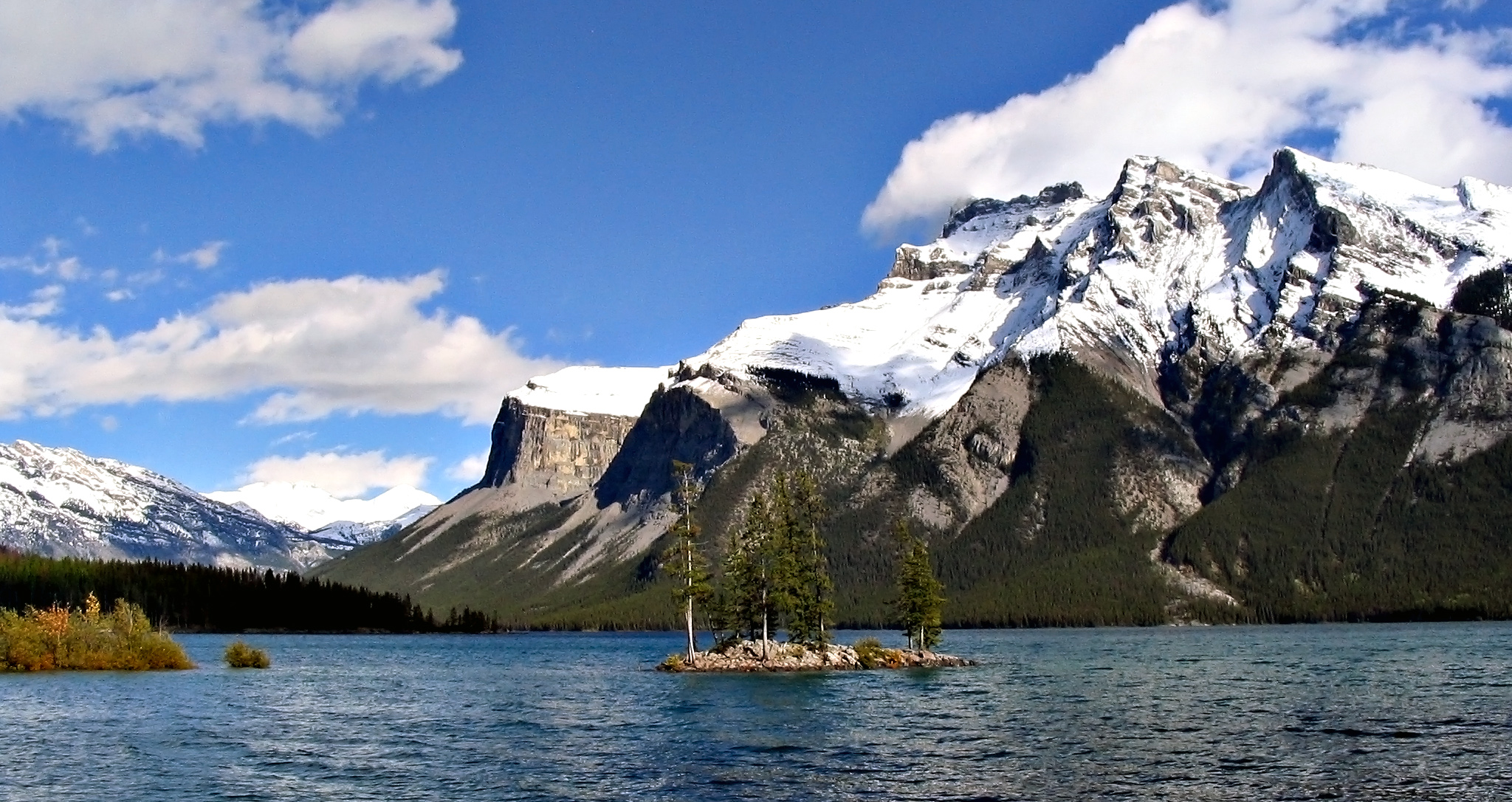
Lago Minnewanka

### Medio ambiente
Desde el siglo XIX, los humanos han afectado el medio ambiente de Banff mediante la introducción de especies no nativas, controles sobre otras especies y el desarrollo en el Bow Valley, entre otras actividades humanas. Los Bisontes alguna vez vivieron en los valles de Banff, pero fueron cazados por los pueblos indígenas y el último bisonte fue asesinado en 1858. La introducción de los alces de Banff, en combinación con los controles de coyote y el lobo por Parques de Canadá a partir de la década de 1930, ha provocado un desequilibrio del ecosistema. Otras especies que han sido desplazados del Bow Valley incluyen osos grises, pumas, linces, glotón, nutria, y alces. A partir de 1985, los lobos grises fueron recolonizando áreas en el Bow Valley. Sin embargo, la población de lobos ha disminuido, con 32 muertes de lobos a lo largo de la autopista transcanadiense entre 1987 y 2000, dejando solo 31 lobos en la zona.
La población de la trucha toro y otras especies nativas de peces en los lagos de Banff también ha bajado, con la introducción de especies no nativas como la trucha de arroyo, y la trucha arco iris. La trucha de lago, WestSlope trucha degollada, y Chiselmouth son especies nativas raras , mientras que el salmón chinook, esturión blanco, la lamprea del Pacífico, y Banff rhinichthys cataractae son probablemente quitadas a nivel local. El rhinichthys cataractae Banff, una vez que solo se encuentra en Banff, es ahora una especie extinta.

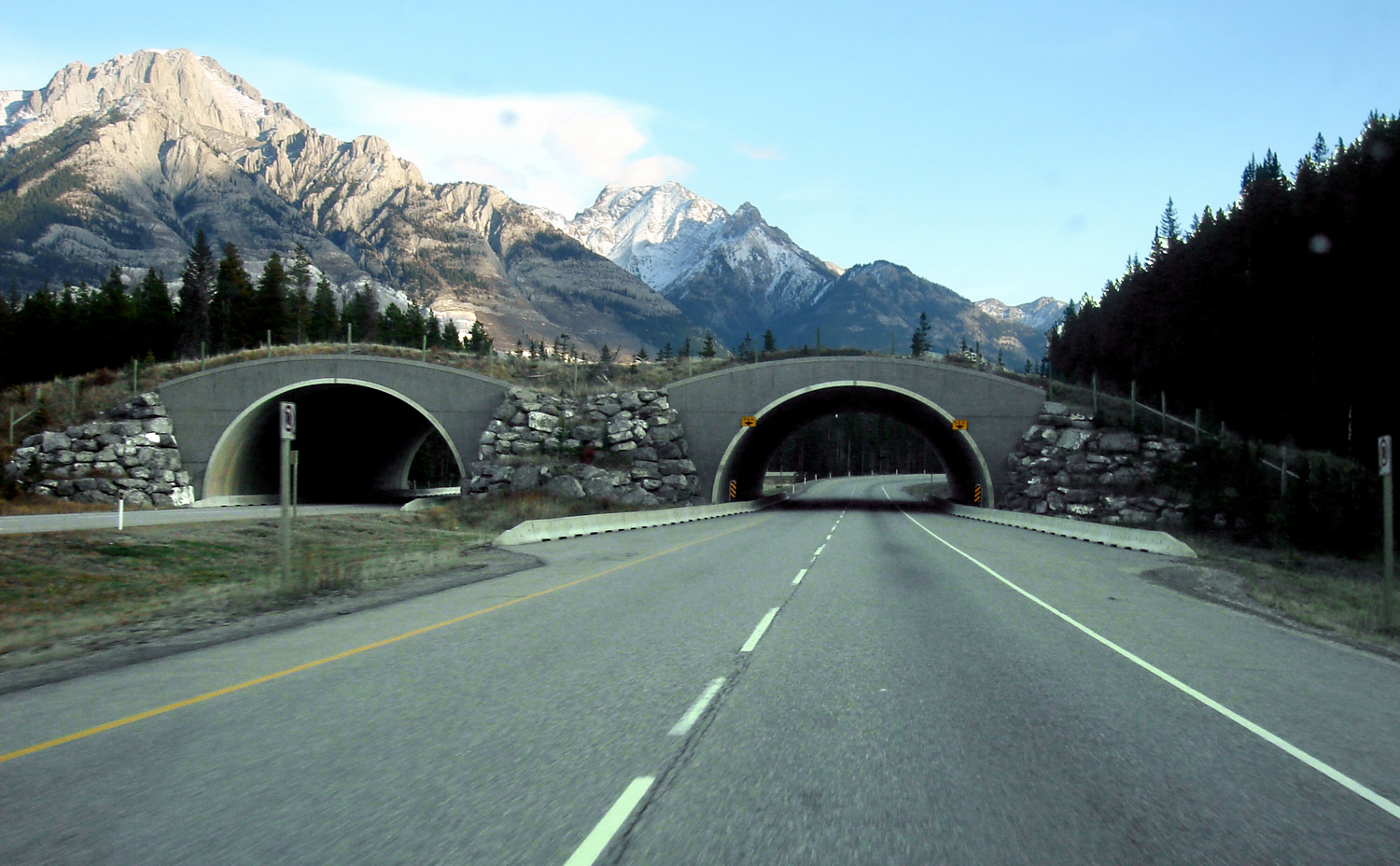
Cruce de vida silvestre

La autopista Trans-Canadá, que pasa a través de Banff, ha sido problemática, lo que plantea riesgos para la vida silvestre debido a la circulación de vehículos y como un impedimento para la migración de la fauna. Los osos pardos se encuentran entre las especies afectadas por la carretera, que junto con otros desarrollos en Banff, ha provocado la fragmentación del paisaje. Los osos pardos prefieren el hábitat montano, que ha sido más afectados por el desarrollo. Los cruces de la fauna, incluyendo una serie de cruces inferiores y dos cruces superiores de vida silvestre, se han construido en una serie de puntos a lo largo de la autopista transcanadiense para ayudar a aliviar este problema.[cita requerida]

### Manejo de fuego
Las prácticas de gestión de Parques de Canadá, en particular la supresión de fuego, desde que el parque nacional de Banff fue establecido han afectado el ecosistema del parque. Desde principios de la década de 1980,[cita requerida] Parques de Canadá ha adoptado una estrategia que empleó quemas prescritas, que ayuda a imitar efectos de los incendios naturales.

### Transporte
El parque nacional Banff es atravesado por dos carreteras que cruzan la frontera de Alberta / Columbia Británica, mientras que otro ofrece un tercer acceso dentro de Alberta. La autopista transcanadiense (Autopista 1) divide el parque en dirección este-oeste, conectándolo a Vancouver al oeste y al este con Calgary. La autopista 93 divide el parque en dirección norte-sur, que conecta a Cranbrook al sur y Jasper, al norte. La porción de la carretera 93 al norte de Lake Louise se conoce como la ruta verde de Icefields mientras que la parte suroeste de Castle Junction es conocido como el Banff-Windermere Parkway. La carretera 11 (la carretera David Thompson) conecta el Parkway Icefields en Saskatchewan River Crossing con Rocky Mountain House al noreste. Dentro del parque, la carretera 1A, también conocida como el Bow Valley Parkway, es paralelo a la autopista 1 vagamente entre Banff y Lake Louise.
Otros medios de transporte dentro del parque nacional Banff incluyen una línea de ferrocarril Canadian Pacific, que generalmente es paralela a la autopista 1 y un aeropuerto conocido como el Compuesto Helipuerto Banff Park.

### Desarrollo

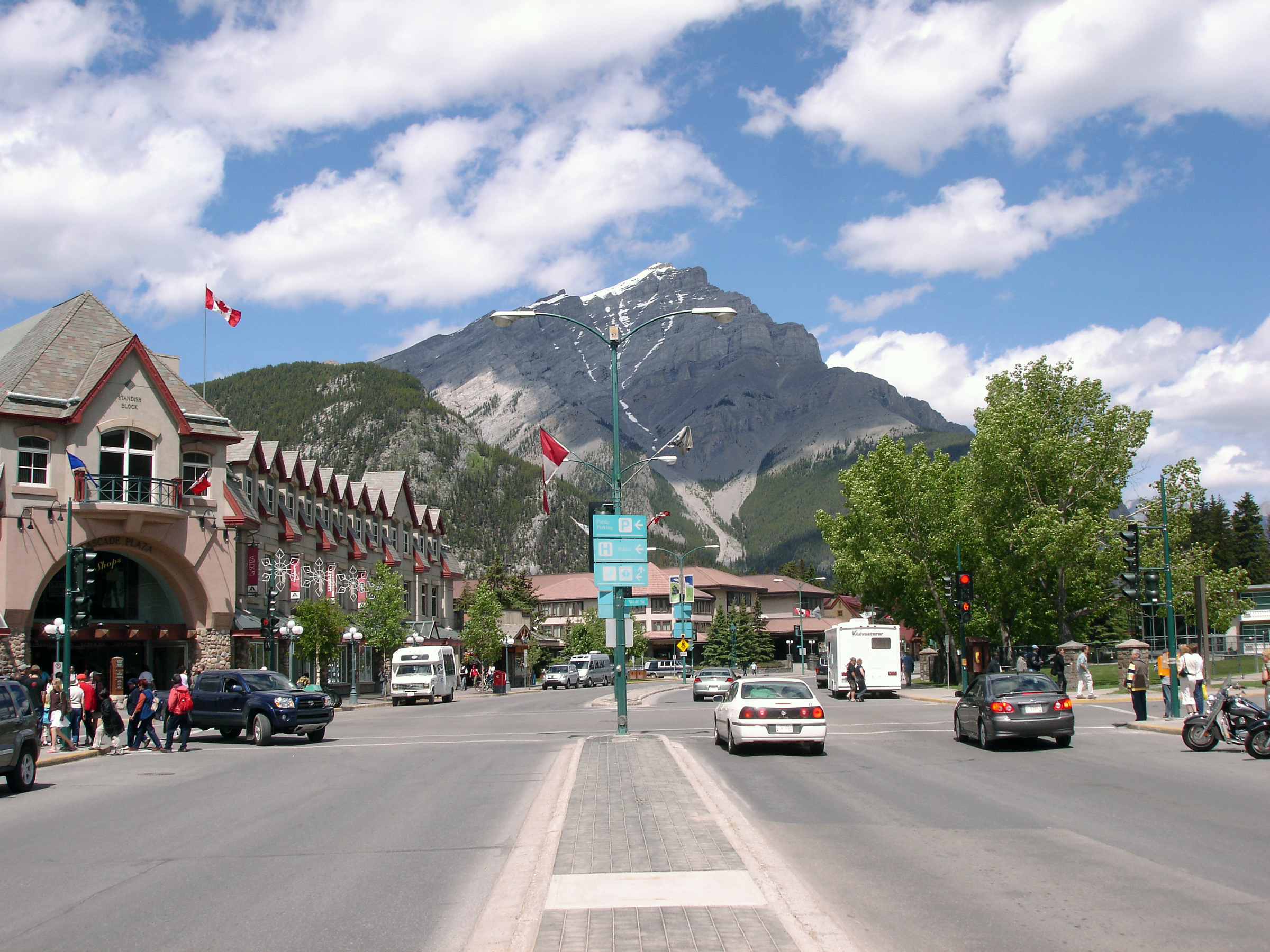
Pueblo de Banff

En 1978, se aprobó la ampliación de la estación de esquí Sunshine Village, con estacionamiento añadido, la expansión del hotel, y el desarrollo de la montaña Goat's Eye. La aplicación de esta propuesta de desarrollo se retrasó a través de la década de 1980, mientras que se llevaron a cabo las evaluaciones ambientales. En 1989, Sunshine Village retiró su propuesta de desarrollo, a la luz de las reservas del gobierno, y presentó una propuesta revisada en 1992. Este plan fue aprobado por el gobierno, en espera de revisión ambiental. Posteriormente, Canadian Parks & Wilderness Society (CPAWS) presentó una orden judicial, que detuvo el desarrollo. CPAWS presionó también a la UNESCO para revocar el estado del sitio del Patrimonio Mundial de Banff, debido a preocupaciones de que los acontecimientos estaban dañando la salud ecológica del parque.

### Banff-Bow Valley Study
Si bien la Ley de Parques nacionales y la enmienda 1988 enfatizan la integridad ecológica, en la práctica Banff ha sufrido de una aplicación incoherente de las políticas. En 1994, el Estudio Banff-Valle del Bow fue ordenado por Sheila Copps, el ministro responsable de Parques de Canadá, para proporcionar recomendaciones sobre cómo gestionar mejor el uso humano y el desarrollo, y mantener la integridad ecológica. Mientras que el de dos años de Banff-Bow Valley Study estaba en marcha, se detuvieron los proyectos de desarrollo, incluyendo la expansión de Sunshine Village, y el hermanamiento de la autopista Trans-Canadá, entre el castillo Junction y Sunshine.
El panel emitió más de 500 recomendaciones, incluyendo limitar el crecimiento del poblado de Banff, coronando la población de la ciudad en 10 000, poniendo cuotas para rutas de senderismo populares, y restringir el desarrollo en el parque. Otra recomendación fue cercar el pueblo para reducir enfrentamientos entre las personas y los alces. Al cercar el pueblo, esta medida también tenía la intención de reducir el acceso a este refugio para los alces de los depredadores, como lobos que tendían a evitar el pueblo. Tras la liberación del informe, Copps de inmediato se trasladó a aceptar la propuesta de limitar la población de la ciudad. También ordenó eliminar una pequeña pista de aterrizaje, junto con un paddock de búfalo, y el campamento de cadetes, que inhibe el movimiento de la fauna.
En respuesta a las inquietudes y recomendaciones planteadas por el Banff-Bow Valley Study, se redujo una serie de planes de desarrollo en los años 1990. Planes para añadir nueve hoyos en el Banff Springs Golf Resort se retiraron en 1996.[cita requerida]

### Canmore
Con el límite sobre el crecimiento en la ciudad de Banff, Canmore, situado a las afueras de los límites de Banff, ha estado creciendo rápidamente para servir a la creciente demanda de los turistas. Propuestas de desarrollos importantes de Canmore han incluido las tres hermanas Golf Resorts, propuestos en 1992, que ha sido objeto de un debate polémico, con grupos ambientalistas que argumentan que el desarrollo fragmentaría importantes corredores de vida silvestre en el valle Bow.